# Tour de France 2020
Le Tour de France 2020 est la 107e édition du Tour de France cycliste. Initialement prévu pour se tenir du 27 juin au 19 juillet, il est reporté en raison de la pandémie de Covid-19 et part de Nice le 29 août pour se terminer le 20 septembre à Paris, sur l'avenue des Champs-Élysées ; c'est la seule édition du Tour qui ne se tient pas au mois de juillet.
Vainqueur de trois étapes, le Slovène Tadej Pogačar (UAE Emirates) est à 21 ans le plus jeune coureur depuis la 2e édition en 1904 à remporter l'épreuve. En dehors de son maillot jaune, il gagne le classement de la montagne et le classement du meilleur jeune. Il s'empare du maillot jaune lors du contre-la-montre de la 20e et avant-dernière étape. Il devance au classement général son compatriote Primož Roglič (Jumbo-Visma), gagnant d'une étape et porteur du maillot jaune pendant 11 jours, et l'Australien Richie Porte (Trek-Segafredo), tandis que le tenant du titre, le Colombien Egan Bernal, est contraint à l'abandon lors de la 17e étape. Vainqueur de deux étapes, l'Irlandais Sam Bennett (Deceuninck-Quick Step) s'adjuge le classement par points après une longue lutte l'opposant au septuple vainqueur et tenant du titre, le Slovaque Peter Sagan. La formation espagnole Movistar remporte le classement par équipes. Le Suisse Marc Hirschi (Team Sunweb), auteur de plusieurs échappées et d'une victoire d'étape, remporte le prix de supercombatif.

## Parcours

### Généralités
La 107e édition a été présentée le 15 octobre 2019 au Palais des congrès de Paris. Long de 3 470 kilomètres et réparti en 21 étapes dont un contre-la-montre individuel, il prend place majoritairement dans le sud de la France et ne visite aucun autre pays. C'est un tour montagneux avec 29 cols de deuxième catégorie ou plus. Il visite cinq massifs : les Alpes, le Massif central, les Pyrénées le Jura et enfin les Vosges. Quatre ascensions sont escaladées pour la première fois : le col de la Lusette (dans le final de la 6e étape en direction du Mont Aigoual), le Suc au May (dans le final de la 12e étape vers Sarran), le col de la Hourcère (au cœur de la 9e étape entre Pau et Laruns) et le col de la Loze (arrivée au sommet de la 17e étape). 
Initialement prévu pour se tenir du 27 juin au 19 juillet 2020, le Tour est reporté en raison de la pandémie de Covid-19 et se déroule du 29 août au 20 septembre 2020. La programmation anticipée (fin juin) de cette édition était due au calendrier des Jeux olympiques d'été à Tokyo (Japon) qui devaient se tenir du 24 juillet au 9 août 2020. Le parcours du Tour est intégralement situé en France, il faut remonter à 2013 pour la précédente édition ayant eu lieu intégralement dans l'Hexagone.

### Le Grand départ à Nice

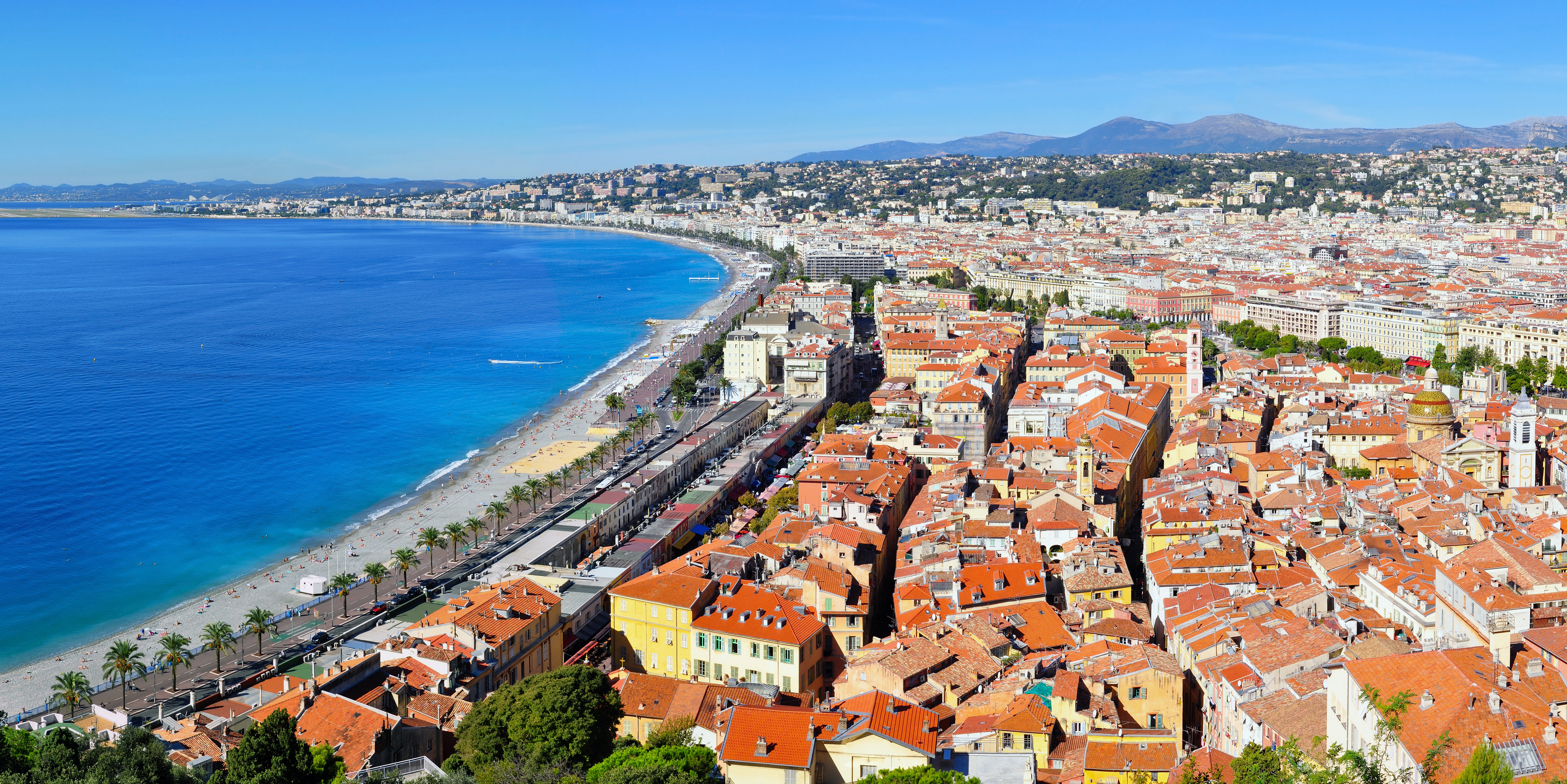
Nice et sa baie des Anges.

Le grand départ du Tour 2020 a lieu à Nice dans le département des Alpes-Maritimes. C'est la deuxième fois que la ville organise le grand départ, après l'édition 1981 et la 36e fois qu'elle est ville-étape, la première fois depuis 2013. C'est également la septième fois que le Tour s'élance du Sud après Fleurance (1977 et 1979), Nice (1981), Saint-Sébastien (1992), Monaco (2009) et Porto-Vecchio (2013). Trois étapes s'y déroulent : une première, réalisant une boucle de 50 km à parcourir deux fois et une boucle de 70 km, plutôt favorable aux sprinteurs, la deuxième est « déjà » une étape de montagne (4 000 m de dénivelé positif) avec le col de la Colmiane et ses 16 km à 6,3 % puis le col de Turini avec 15 km à 7,4 % et col d'Eze, trois montées régulièrement empruntées par Paris-Nice. Ces deux étapes s’achevant sur la promenade des Anglais, à noter toutefois que l'arrivée ne se situe pas dans le même sens. Le peloton du Tour de France quitte la cinquième commune la plus peuplée de France métropolitaine au matin de la troisième étape.

### Première semaine: du sud-est de la France aux Pyrénées
Partie de Nice, la troisième étape se termine au pied de la Citadelle de Sisteron, dans l'arrière-pays provençal, pour une étape accidentée dans sa première partie qui peut voir des baroudeurs prendre leur envol, mais gare aux sprinteurs qui doivent profiter du final pour revenir. La quatrième étape tutoie les 2 000 m d'altitude avec la ligne tracée au sommet de la montée d'Orcières-Merlette, une ascension courte de 7 km à 6,7 % de moyenne où le pied est le passage le plus difficile. Le lendemain, les sprinteurs peuvent retrouver la victoire dans la traversée de la vallée du Rhône entre Gap et Privas, ils doivent, malgré tout, se méfier du Mistral qui peut occasionnellement créer des bordures. La traversée de la moitié sud de la France continue avec une étape au départ du Teil qui se durcit dans les 30 derniers kilomètres, avec un enchaînement col des Mourèzes, col de la Lusette, montée interminable de 11,7 km à 7,3 %, avant une arrivée au Mont Aigoual et ses 1 565 m d'altitude, point culminant du Gard. Le Tour n'y était plus passé depuis son unique passage en 1987. La septième étape entre Millau et Lavaur sert de transition pour rejoindre les Pyrénées, bien que vallonnée l'étape ne devrait pas échapper aux sprinteurs. 
La première étape pyrénéenne de ce Tour de France prend son départ de Cazères et traverse trois cols mythiques du Tour à savoir le col de Menté, le port de Balès et le col de Peyresourde. Cette succession introduit le passage éclair, mais costaud du massif. La dernière étape de cette première semaine se déroule intégralement dans le département des Pyrénées-Atlantiques avec l'enchaînement brutal du col de la Hourcère, nouveauté du Tour, et du col du Soudet en milieu de l'étape, respectivement 11 km à 8,8 % et 3,8 km à 8,5 % avec une courte descente entre les deux. Dans le dernier tiers de l'étape, c'est le col de Marie Blanque qui fait face aux coureurs, un véritable mur de 7,7 km à 8,6 % avec un final de 4 km à 11,5 %, avant l'arrivée tracée à Laruns, comme ce fut le cas en 2018. Les coureurs profitent de leur premier jour de repos à la suite de cette étape.

### Deuxième semaine: de l'Atlantique au Jura, en passant par le Massif central

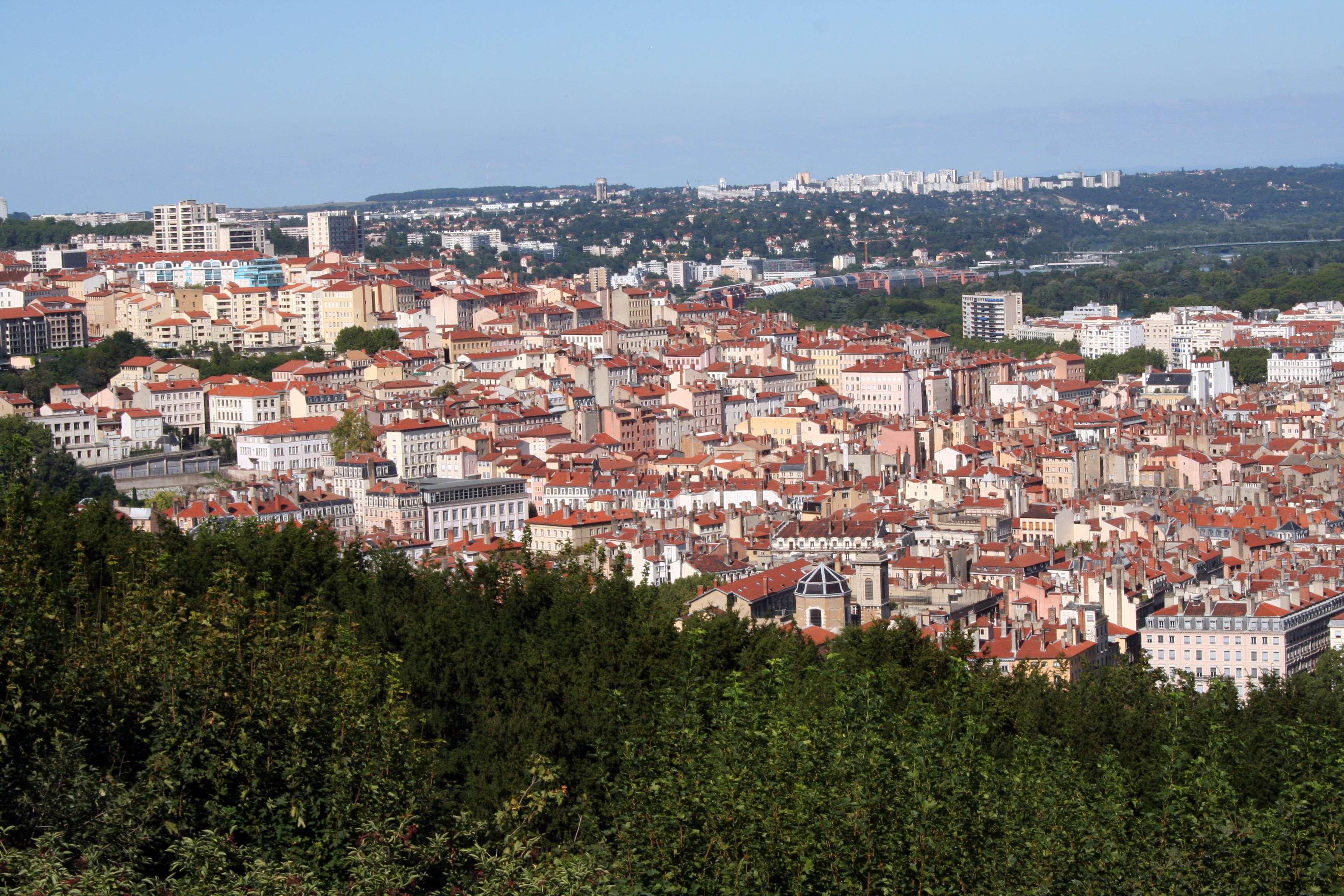
Les pentes de la Croix-Rousse depuis Fourvière, à Lyon.

La deuxième semaine de cette édition débute par une étape inédite entre l'île d’Oléron et l'île de Ré, c'est la première fois qu'une étape se déroule d'île en île. Malgré la probabilité de fortes rafales de vent sur la côte Atlantique, les sprinteurs doivent s'imposer au vu du peu d'étape tracée pour eux. La onzième étape entre Châtelaillon-Plage et Poitiers à travers le Marais Poitevin est entièrement plate et se termine sur la plus belle ligne droite de cette édition qui doit voir les gros braquets se jouer la gagne. Ensuite, pour l'étape la plus longue de cette 107e édition, le peloton part de Chauvigny pour prendre la direction de la Haute-Vienne, puis de la Corrèze, pour une arrivée à Sarran à quelques mètres du musée en l'honneur de Jacques Chirac, décédé en 2019. En cours d'étape, le peloton a l'honneur de traverser Saint-Léonard-de-Noblat, en hommage à Raymond Poulidor. L'étape suivante est 100 % auvergnate, il s'agit de l'étape des volcans. Cette journée compte 4 500 m de dénivelé positif ce qui fait d'elle l'étape avec le plus de dénivelé de ce Tour de France. Le peloton quitte alors Châtel-Guyon direction le col de Ceyssat, le col de Guéry, la Montée de la Stèle, avant d'attaquer les difficultés finales avec le col de Néronne et le Pas de Peyrol et ses 5,4 km de montée à 8,1 %, dont les deux derniers kilomètres s'élèvent à 12 %. La quatorzième étape part de Clermont-Ferrand, passe par le col du Béal et se termine du côté de Lyon avec la côte de la Duchère et la côte de la Croix-Rousse dans les derniers kilomètres, dans l'esprit du mythique Monument italien Milan-San Remo. Avant la deuxième journée de repos, la ville des lumières accueille également le départ d'une étape dantesque avec trois montées au programme, toutes situées sur la Pyramide du Bugey : la montée de la Selle de Fromentel (11,1 km à 8,1 %), le col de la Biche (6,9 km à 8,9 %) et le col du Grand Colombier (17,4 km à 7,1 %), c'est la première fois que son sommet accueille l'arrivée d'une étape du Tour.

### Troisième semaine: des Alpes aux Vosges, avant le final à Paris
À la suite du repos, les coureurs sont de retour sur les routes avec une nouvelle étape de montagne reliant La Tour-du-Pin à Villard-de-Lans, avec quatre ascensions et une montée finale pour atteindre le pied du domaine de ski alpin, qui peut réserver quelques surprises. La dix-septième étape est sans doute l'étape « reine » de cette édition, elle débute à Grenoble, ancienne ville olympique en 1968, et escalade le col de la Madeleine depuis un tout nouveau versant, celui de Montgellafrey, sur une route plus étroite et réputé plus dur que celui emprunté habituellement, avec ses 17,1 km à 8,4 %. Le Tour passe pour la 27e fois de son histoire au sommet de ce col mythique. Puis la course prend la direction de Méribel avant de rejoindre pour la toute première fois, le redoutable col de la Loze et ses 21,5 km à 7,8 % où se trouve l'arrivée. Ascension très relevée en raison de ses nombreuses successions de replats et de murs impressionnants, avoisinant les plus de 20 %, ce col est devenu accessible grâce à l'aménagement d'une route épousant les courbes de la montagne dédiée aux cyclistes. Il s'agit du premier tronçon de la Via 3 Vallées, un projet qui a pour but de rejoindre uniquement par transport doux les différents domaines skiables de la Savoie, cette montée est appelée à devenir un classique de la Grande Boucle. D'après Christian Prudhomme, le jour de la présentation du parcours du Tour de France : « nous avons là, peut-être, par son profil hors-norme, le prototype du col du XXIe siècle ». Le lendemain, les coureurs repartent de la station de ski pour affronter le Cormet de Roselend (annulé en 2019 du fait de la météo), puis le col des Saisies, le col des Aravis, la Montée du Plateau des Glières et le Col des Fleuries qui pourrait bien se montrer décisif bien que ne comptant pas pour le Grand Prix de la Montagne, avant l'arrivée située à La Roche-sur-Foron. C'est une étape de plat entre Bourg-en-Bresse et Champagnole qui est proposé le lendemain pour satisfaire la soif des sprinteurs qui n'avaient plus été stimulés depuis Poitiers. L'avant-dernière étape entre Lure, ville de naissance de Thibaut Pinot, et La Planche des Belles Filles, fait figure de seul contre-la-montre de cette édition. L'ascension vosgienne, qui s'est imposé en quelques années seulement comme l'un des grands rendez-vous du Tour, se fait dans sa version classique avec 6 km à 8,5 %, elle peut ainsi rebattre une dernière fois les cartes du classement général. Enfin, le transfert aérien amène les coureurs en région parisienne, dans les Yvelines, à Mantes-la-Jolie pour la dernière étape. Le peloton longe le Sénat et traverse la Cour du Louvre avant le traditionnel défilé et ses huit allers-retours dans Paris, entre le jardin des Tuileries (et le tunnel Général-Lemonnier) et l'arc de triomphe de l'Étoile avant le sprint final sur les Champs-Élysées.

## Équipes
Les dix-neuf équipes de licence World Tour sont automatiquement participantes, ainsi que l'équipe Total Direct Énergie étant la première équipe au classement UCI Europe Tour 2019. Le 7 janvier, ASO annonce que les deux dernières équipes invitées sont Arkéa-Samsic, et B&B Hotels-Vital Concept.
| WorldTeams (19)- AG2R La Mondiale - Astana - Bahrain McLaren - Bora-Hansgrohe - CCC Team - Cofidis - Deceuninck-Quick Step - EF Pro Cycling - Groupama-FDJ - Israel Start-Up Nation - Lotto Soudal - Mitchelton-Scott - Movistar Team - NTT Pro Cycling - Ineos Grenadiers - Jumbo-Visma - Team Sunweb - UAE Team Emirates - Trek-Segafredo ProTeams (3)- Arkéa-Samsic - B&B Hotels-Vital Concept p/b KTM - Total Direct Énergie |
| |

### Liste des participants
Chaque équipe est composée de huit coureurs, ce qui donne un total de 176 cyclistes sur la liste de départ. Sur ce nombre, 42 participent à leur premier Tour de France. Les coureurs viennent de 30 pays différents. 6 pays comptent plus de 10 coureurs dans la course : la France (39), la Belgique (17), l'Espagne (17), l'Italie (16), l'Allemagne (12) et la Colombie (10). Deux pays sont représentés pour la première fois sur le Tour : l'Équateur et l'Israël. L'âge moyen des coureurs en course est de 29,76 ans, allant de 21 ans pour Maxime Chevalier à 40 ans pour Alejandro Valverde. L'équipe Sunweb a la moyenne d'âge la plus jeune, tandis que Mitchelton-Scott a la plus âgée. La taille moyenne des coureurs présents est de 1,80 m, tandis que le poids moyen est de 68,2 kg. Avant la course, les partants ont en moyenne 19,6 jours de course et 3 137 km dans les jambes. Sur la liste de départ, on compte 7 vainqueurs de grands tours : Primož Roglič (Tour d'Espagne 2019), Richard Carapaz (Tour d'Italie 2019), Tom Dumoulin (Tour d'Italie 2017), Nairo Quintana (Tour d'Italie 2014 et Tour d'Espagne 2016), Alejandro Valverde (Tour d'Espagne 2009), Fabio Aru (Tour d'Espagne 2015) et Egan Bernal le tenant du titre, seul ancien vainqueur du Tour présent. On compte également 34 anciens vainqueurs d'étapes : Peter Sagan est celui qui en compte le plus avec 12 victoires entre 2012 et 2019. Il devance André Greipel qui a remporté 11 étapes entre 2011 et 2016.

## Favoris et principaux participants

### Pour le classement général

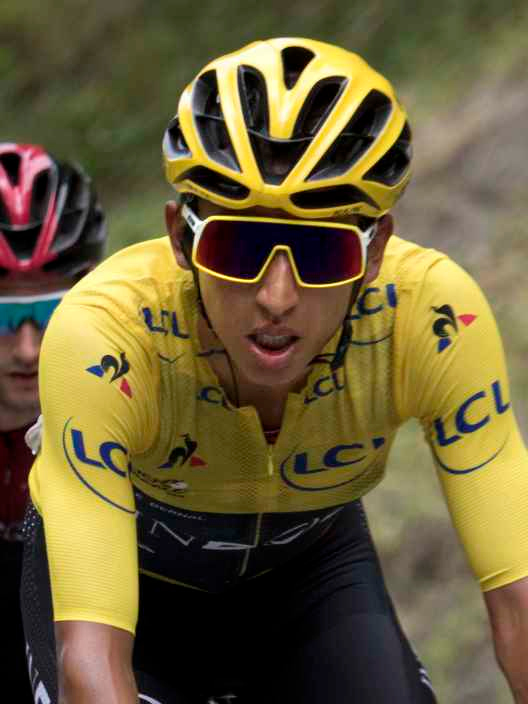
Le tenant du titre Egan Bernal, en quête d'un deuxième succès sur le Tour de France.

Avec le report au mois de septembre de cette édition, le nombre de favoris a augmenté avec la plupart des meilleurs grimpeurs du peloton. Pour la victoire finale, les coureurs de l'équipe Ineos Grenadiers sont cités. C'est le cas d'Egan Bernal, dernier vainqueur, à la conquête d'un deuxième titre consécutif alors que Geraint Thomas, vainqueur en 2018, et Christopher Froome, quadruple vainqueur mais absent lors de la dernière édition ne prendront pas le départ. Thibaut Pinot (Groupama-FDJ), proche de la victoire en 2019, mais qui a dû abandonner à cause d'une blessure en fin d'épreuve, fait lui aussi partie des prétendants. 
Parmi les coureurs les plus attendus, on retrouve Primož Roglič vainqueur de la Vuelta 2019, ainsi que son équipier Tom Dumoulin de la formation Jumbo-Visma. Steven Kruijswijk qui devait participer avec cette même équipe, a déclaré forfait à la suite d'une blessure. On peut aussi citer Mikel Landa (Bahrain-McLaren), Nairo Quintana (Arkéa-Samsic), qui a réussi un début de saison ponctué par plusieurs victoires et Miguel Ángel López (Astana). Adam Yates (Mitchelton-Scott), est également candidat à la victoire finale. Cependant, avec le contexte, les observateurs pensent qu'un outsider peut remporter la course, parmi eux : Rigoberto Urán (Education First), le jeune coureur slovène Tadej Pogačar 3e du Tour d'Espagne 2019 à seulement 21 ans (UAE Emirates), Richie Porte (Trek-Segafredo), Emanuel Buchmann (Bora-Hansgrohe), Alejandro Valverde et Enric Mas, co-leaders (Movistar), voire Julian Alaphilippe, 5e du Tour 2019 et qui a lâché le maillot jaune à l'antépénultième étape après l'avoir porté 14 jours et qui, bien que ne faisant pas une obsession du classement général, est « emballé » par ce parcours « surprenant » qui semble correspondre à ses capacités et dit fixer ses objectifs ultérieurement.

### Pour le classement par points
Pour le classement par points, le grand favori est le Slovaque Peter Sagan, septuple vainqueur du maillot vert, qui a pour objectif de remporter une nouvelle fois le classement. Cependant, selon Thierry Gouvenou, le directeur des compétitions pour ASO, la victoire est envisageable pour un coureur du classement général, en raison du profil très montagneux du Tour et du faible nombre d'étapes pour les sprinteurs.
Malgré cela, il y a de nombreux sprinteurs au départ de ce Tour de France. Parmi ces sprinteurs, Sam Bennett, la nouvelle recrue de l'équipe Deceuninck-Quick Step. D'autres noms se dégagent : Elia Viviani (Cofidis), Matteo Trentin (CCC), l'Australien Caleb Ewan (Lotto-Soudal), vainqueur de trois étapes lors de l'édition précédente, Alexander Kristoff (UAE Emirates), ou encore Bryan Coquard (B&B Hotels-Vital Concept).

### Pour le classement du meilleur grimpeur
Comme chaque année, on retrouve de nombreux prétendants à ce classement. Tout d'abord, les anciens vainqueurs comme Warren Barguil, Julian Alaphilippe, Romain Bardet, qui ne vise pas le classement général. Parmi les favoris du côté français, il y a Pierre Latour, David Gaudu (Groupama-FDJ), Guillaume Martin et Nicolas Edet (Cofidis), Pierre Rolland (B&B Hotels-Vital Concept), ainsi que Lilian Calmejane (Total Direct Énergie). 
Du côté des étrangers, plusieurs noms sont cités, tels que Ilnur Zakarin, Alessandro De Marchi (CCC), Daniel Martin (Israel Start-Up Nation), Thomas De Gendt (Lotto-Soudal), Tiesj Benoot et Marc Hirschi (Sunweb) ainsi que Esteban Chaves (Mitchelton-Scott) et Bauke Mollema (Trek-Segafredo). Enfin, les leaders pourront être amenés à jouer sur ce tableau si l'un d'eux perd du temps, ou au contraire, se trouve toujours bien placé.

### Pour le classement du meilleur jeune
Il semble se dessiner deux favoris pour le classement des jeunes. Tout d'abord, le tenant du titre Egan Bernal toujours éligible à ce classement et son équipier Pavel Sivakov. Un des adversaires des deux Ineos Grenadiers est le Slovène Tadej Pogačar 3e du Tour d'Espagne l'année précédente qui participera à son premier Tour de France. Le jeune colombien Sergio Higuita (Education First), révélation de 2019, et qui a confirmé en début d'année, pourrait être amené à être leader selon les circonstances. Son équipier Daniel Martínez, vainqueur du dernier Dauphiné, est également capable de se battre pour la victoire dans ce classement ainsi que leur très jeune compatriote Harold Tejada (Astana). David Gaudu et Valentin Madouas (Groupama-FDJ), équipiers de Thibaut Pinot, peuvent, eux aussi, jouer la victoire dans ce classement s'ils parviennent à amener leur leader relativement loin dans les ascensions ou si ce dernier perd du temps dans les premières étapes.

### Pour le classement par équipes
Deux équipes sont considérées comme les favorites pour ce classement, il s'agit d'Ineos Grenadiers, emmené par le tenant du titre Egan Bernal et le dernier vainqueur du Giro, Richard Carapaz, elle n'a remporté ce classement qu'une seule fois, c'était en 2017, sous l'appellation Sky. Face à eux, la formation Jumbo-Visma, composée de Primož Roglič et Tom Dumoulin, qui ont tous les deux déjà remportés un grand tour. Une autre équipe peut toutefois se mêler dans la bataille, c'est la Movistar, qui a néanmoins perdu plusieurs éléments à l'intersaison (Nairo Quintana, Mikel Landa, Richard Carapaz), mais la formation qui reste sur 5 succès au classement par équipes sur les grands tours, pourra compter sur le duo espagnol Alejandro Valverde, Enric Mas.

## Barème des classements

### Classement général
Le classement général individuel au temps s'établit par l'addition des temps réalisés par chaque coureur dans les 21 étapes compte tenu des pénalités et des bonifications en temps (10, 6 et 4 secondes pour les trois premiers de chaque étape en ligne et 8, 5 et 2 secondes pour chaque point bonus).
En cas d'égalité de temps au classement général, les centièmes de seconde enregistrés par les chronométreurs lors du contre-la-montre « individuel » sont réincorporés dans le temps total pour départager les coureurs. En cas de nouvelle égalité, il est fait appel à l'addition des places obtenues à chaque étape et, en dernier ressort, à la place obtenue dans la dernière étape disputée.

#### Bonifications
Des bonifications sont attribuées dans toutes les arrivées des étapes en ligne, et donc à l’exception de l'étape de contre-la-montre individuel. Elles sont de 10, 6 et 4 secondes aux trois premiers coureurs classés.
Des bonifications appelées Points Bonus sont attribuées au passage de cols ou au sommet de côtes situés à des endroits clés du parcours. Il y a au total 8 points Bonus répartis dans les 2e, 6e, 8e, 9e, 12e, 13e, 16e et 18e étapes. Ces bonifications sont de 8, 5 et 2 secondes aux trois premiers coureurs classés.

#### Règle des 3 kilomètres
La règle des « trois kilomètres », qui permet à un coureur victime d'un incident mécanique ou d'une chute dans les trois derniers kilomètres d'une étape d'être crédité du temps du groupe auquel il appartenait, ne s'applique pas pour la 20e étape (contre-la-montre individuel) et pour les arrivées au sommet des 4e, 13e, 15e et 17e étapes.

### Classements annexes

#### Classement par points
Le classement par points est établi en fonction du barème suivant :
- Arrivée des étapes de plaine : 50, 30, 20, 18, 16, 14... jusqu'à 2 points pour le 15e coureur classé.
- Arrivée des étapes de moyenne montagne : 30, 25, 22, 19, 17, 15, etc. jusqu'à 2 points pour le 15e coureur classé.
- Arrivée des étapes de montagne : 20, 17, 15, 13, 12, 10, 9, etc. jusqu'à 1 point pour le 15e coureur classé.
- Arrivée des étapes de contre-la-montre individuel : 20, 17, 15, 13, 12, 10, 9, etc. jusqu'à 1 point pour le 15e coureur classé.
- Sprints intermédiaires : 20, 17, 15, 13, 12, 10, 9, etc. jusqu'à 1 point pour le 15e coureur classé.

#### Classement de la montagne

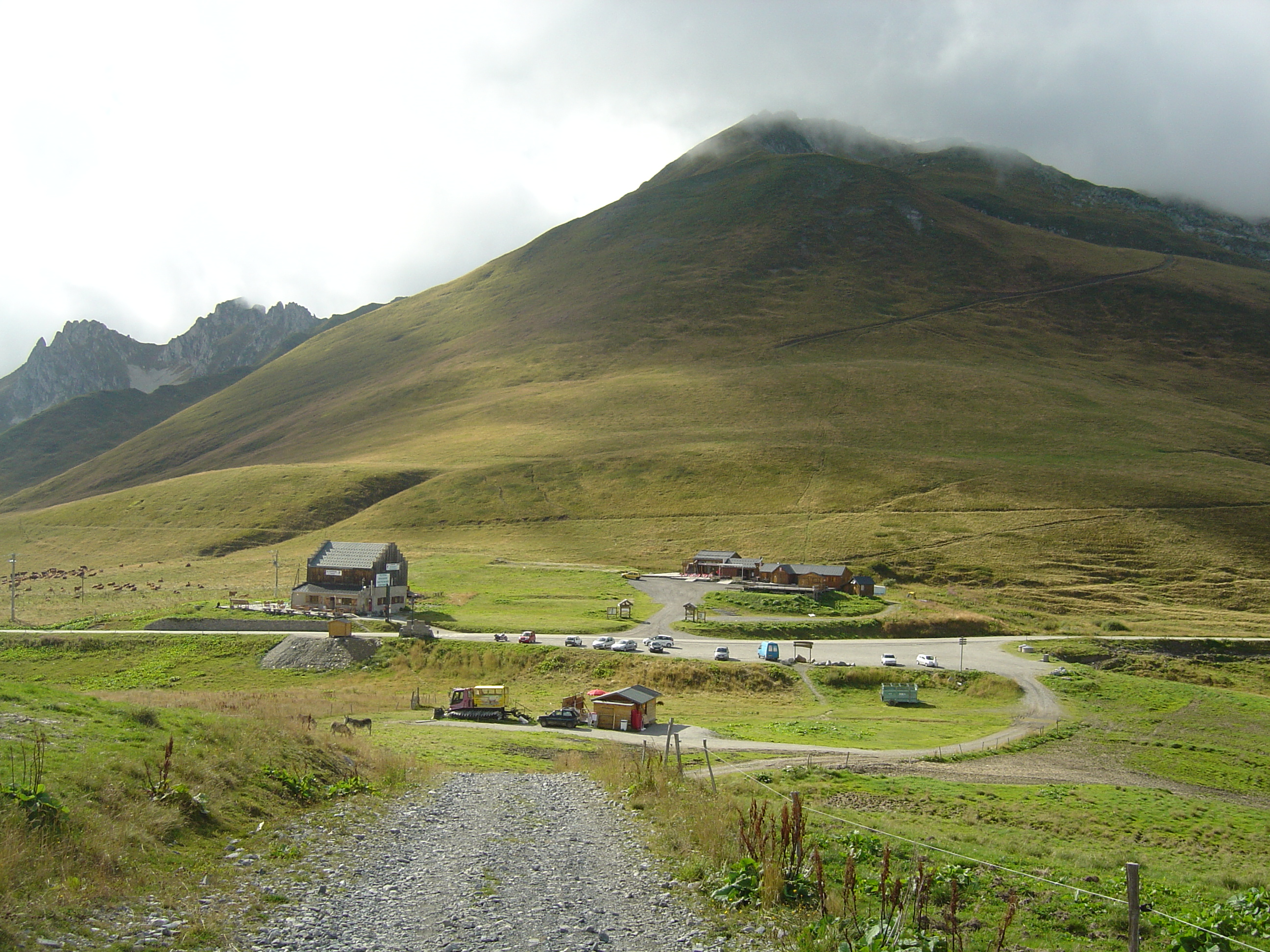
Vue générale du col de la Madeleine.

Le classement de la montagne est établi en fonction du barème suivant :
- Côtes hors catégorie : 20, 15, 12, 10, 8, 6, 4 et 2 points pour les 8 premiers coureurs classés.
- Côtes de 1re catégorie : 10, 8, 6, 4, 2 et 1 point pour les 6 premiers coureurs classés.
- Côtes de 2e catégorie : 5, 3, 2 et 1 point pour les 4 premiers coureurs classés.
- Côtes de 3e catégorie : 2 et 1 point pour les 2 premiers coureurs classés.
- Côtes de 4e catégorie : 1 point pour le premier coureur classé.

Les points sont doublés au sommet de toutes les montées classées hors catégorie dépassant les 2 000 mètres d'altitude : les points sont donc doublés à l'arrivée au col de la Loze (2 304 m).

#### Classement des jeunes
Le classement des jeunes est réservé aux coureurs nés depuis le 1er janvier 1995. Le premier d'entre eux au classement général individuel au temps est le leader journalier des jeunes. À l'issue de la dernière étape, il est déclaré vainqueur du classement des jeunes.

#### Classement par équipes
Le classement général par équipes s'établit par l'addition des trois meilleurs temps individuels de chaque équipe. Dans les classements d'étape, en cas d'ex æquo, les équipes réalisant le même temps sont départagées par l'addition des places obtenues par leurs trois meilleurs coureurs au classement de cette étape. En cas de nouvelle égalité, les équipes sont départagées par la place de leur meilleur coureur au classement de l'étape.
Au classement général, en cas d'ex æquo, les équipes sont départagées par leur nombre de victoires d'étapes par équipe, puis par leur nombre de places de deuxième, et ainsi de suite jusqu'à ce qu'un nombre de places obtenues par l'une ou l'autre permette d'établir leur classement définitif. S'il y a toujours égalité, les équipes sont départagées par la place de leur meilleur coureur au classement général individuel. Toute formation réduite à moins de 3 coureurs est éliminée du classement général par équipes.

#### Prix de la combativité
Le prix de la combativité récompense le coureur le plus généreux dans l'effort et manifestant le meilleur esprit sportif. Ce prix, attribué dans les étapes en ligne à l'exception de la dernière étape, est décerné par un jury présidé par le directeur de l'épreuve :
- le plus combatif de l'étape porte dans l'étape suivante des dossards de couleur rouge ;
- un Super-combatif est désigné par les membres du jury à la fin du Tour de France.

### Récompenses
Au total, 2 293 000 € sont distribués lors de ce Tour. Le vainqueur du classement général final remporte 500 000 €, une prime étant versée jusqu'au dernier coureur classé (1 000 €).
| Classement général | Pour les classements généraux | Pour les classements généraux | Pour les classements généraux | Pour les classements généraux | Pour les classements généraux | Pour les classements généraux | Classement d'étape | Pour les classements d'étape | Pour les classements d'étape | Pour les classements d'étape | Pour les classements d'étape | Pour les classements d'étape | Pour les classements d'étape | Pour les classements d'étape | Pour les classements d'étape | Pour les classements d'étape | Pour les classements d'étape |
| Classement général | Maillot jaune                 | Maillot vert                  | Maillot à pois                | Maillot blanc                 | dossard jaune                 | dossard rouge                 | Classement d'étape | Ligne d'arrivée              | Sprint intermédiaire         | Côte                         | Côte                         | Côte                         | Côte                         | Côte                         | Meilleur jeune               | Combatif                     | Meilleure équipe             |
| Classement général | Général                       | Points                        | Grimpeur                      | Jeune                         | Par équipes                   | Super-combatif                | Classement d'étape | Ligne d'arrivée              | Sprint intermédiaire         | HC                           | 1re                          | 2e                           | 3e                           | 4e                           | Meilleur jeune               | Combatif                     | Meilleure équipe             |
| ------------------ | ----------------------------- | ----------------------------- | ----------------------------- | ----------------------------- | ----------------------------- | ----------------------------- | ------------------ | ---------------------------- | ---------------------------- | ---------------------------- | ---------------------------- | ---------------------------- | ---------------------------- | ---------------------------- | ---------------------------- | ---------------------------- | ---------------------------- |
| 1er                | 500 000 €                     | 25 000 €                      | 25 000 €                      | 20 000 €                      | 50 000 €                      | 20 000 €                      | 1er                | 11 000 €                     | 1 500 €                      | 800 €                        | 650 €                        | 500 €                        | 300 €                        | 200 €                        | 500 €                        | 2 000 €                      | 2 800 €                      |
| 2e                 | 200 000 €                     | 15 000 €                      | 15 000 €                      | 15 000 €                      | 30 000 €                      | –                             | 2e                 | 5 500 €                      | 1 000 €                      | 450 €                        | 400 €                        | 250 €                        | –                            | –                            | –                            | –                            | –                            |
| 3e                 | 100 000 €                     | 10 000 €                      | 10 000 €                      | 10 000 €                      | 20 000 €                      | –                             | 3e                 | 2 800 €                      | 500 €                        | 300 €                        | 150 €                        | –                            | –                            | –                            | –                            | –                            | –                            |
| 4e                 | 70 000 €                      | 4 000 €                       | 4 000 €                       | 5 000 €                       | 12 000 €                      | –                             | 4e                 | 1 500 €                      | –                            | –                            | –                            | –                            | –                            | –                            | –                            | –                            | –                            |
| 5e                 | 50 000 €                      | 3 500 €                       | 3 500 €                       | –                             | 8 000 €                       | –                             | 5e                 | 830 €                        | –                            | –                            | –                            | –                            | –                            | –                            | –                            | –                            | –                            |
| 6e                 | 23 000 €                      | 3 000 €                       | 3 000 €                       | –                             | –                             | –                             | 6e                 | 780 €                        | –                            | –                            | –                            | –                            | –                            | –                            | –                            | –                            | –                            |
| 7e                 | 11 500 €                      | 2 500 €                       | 2 500 €                       | –                             | –                             | –                             | 7e                 | 730 €                        | –                            | –                            | –                            | –                            | –                            | –                            | –                            | –                            | –                            |
| 8e                 | 7 600 €                       | 2 000 €                       | 2 000 €                       | –                             | –                             | –                             | 8e                 | 670 €                        | –                            | –                            | –                            | –                            | –                            | –                            | –                            | –                            | –                            |
| 9e                 | 4 500 €                       | –                             | –                             | –                             | –                             | –                             | 9e                 | 650 €                        | –                            | –                            | –                            | –                            | –                            | –                            | –                            | –                            | –                            |
| 10e                | 3 800 €                       | –                             | –                             | –                             | –                             | –                             | 10e                | 600 €                        | –                            | –                            | –                            | –                            | –                            | –                            | –                            | –                            | –                            |
| 11e                | 3 000 €                       | –                             | –                             | –                             | –                             | –                             | 11e                | 540 €                        | –                            | –                            | –                            | –                            | –                            | –                            | –                            | –                            | –                            |
| 12e                | 2 700 €                       | –                             | –                             | –                             | –                             | –                             | 12e                | 470 €                        | –                            | –                            | –                            | –                            | –                            | –                            | –                            | –                            | –                            |
| 13e                | 2 500 €                       | –                             | –                             | –                             | –                             | –                             | 13e                | 440 €                        | –                            | –                            | –                            | –                            | –                            | –                            | –                            | –                            | –                            |
| 14e                | 2 100 €                       | –                             | –                             | –                             | –                             | –                             | 14e                | 340 €                        | –                            | –                            | –                            | –                            | –                            | –                            | –                            | –                            | –                            |
| 15e                | 2 000 €                       | –                             | –                             | –                             | –                             | –                             | 15e                | 300 €                        | –                            | –                            | –                            | –                            | –                            | –                            | –                            | –                            | –                            |
| 16e                | 1 500 €                       | –                             | –                             | –                             | –                             | –                             | 16e                | 300 €                        | –                            | –                            | –                            | –                            | –                            | –                            | –                            | –                            | –                            |
| 17e                | 1 300 €                       | –                             | –                             | –                             | –                             | –                             | 17e                | 300 €                        | –                            | –                            | –                            | –                            | –                            | –                            | –                            | –                            | –                            |
| 18e                | 1 200 €                       | –                             | –                             | –                             | –                             | –                             | 18e                | 300 €                        | –                            | –                            | –                            | –                            | –                            | –                            | –                            | –                            | –                            |
| 19e                | 1 100 €                       | –                             | –                             | –                             | –                             | –                             | 19e                | 300 €                        | –                            | –                            | –                            | –                            | –                            | –                            | –                            | –                            | –                            |
| Tous les autres    | 1 000 €                       | –                             | –                             | –                             | –                             | –                             | 20e                | 300 €                        | –                            | –                            | –                            | –                            | –                            | –                            | –                            | –                            | –                            |
| Par jour           | 500 €                         | 300 €                         | 300 €                         | 300 €                         | –                             | –                             |                    |                              |                              |                              |                              |                              |                              |                              |                              |                              |                              |

Un vainqueur d'étape remporte 11 000 €. Les prix des poursuivants sont dégressifs jusqu'au 20e coureur auquel sont attribués 300 €. Un prix est attribué aux trois premiers d'un sprint intermédiaire, qui a lieu une fois par étape. Des prix sont aussi attribués pour le passage d'une côte classée, pour le meilleur jeune de l'étape, pour le coureur le plus combatif d'une étape hors contre-la-montre, et pour la meilleure équipe de l'étape.
Un prix spécial est également attribué : le premier de l'ascension du col de la Loze remporte le souvenir Henri-Desgrange, doté de 5 000 €.

## Conséquences de la pandémie de coronavirus
Courant mars 2020, la pandémie de Covid-19, qui a pris une envergure mondiale, bouleverse la planification des événements sportifs, provoquant l'annulation ou le report de certains d'entre eux, dont les Jeux olympiques de Tokyo, le Tour d'Italie ou les classiques du printemps.
Le 25 mars, la ministre des sports Roxana Maracineanu annonce la possibilité d'un Tour de France à huis clos, explique que tous les scénarios sont possibles (report de l'épreuve, annulation) et affirme que la tenue de l'épreuve ne repose pas sur la présence de spectateurs, mais sur les droits TV. Après cette interview, de nombreuses personnalités et coureurs réagissent, la plupart préférant l'annulation qu'à une course sans public. La semaine suivante, Christian Prudhomme, le directeur du Tour assure que l'épreuve n'aura pas lieu à huis clos, cependant, il travaille sur d'autres hypothèses pour les dates. Le Critérium du Dauphiné, qui sert de préparation pour les coureurs, a été reporté, ce qui menace de plus en plus le déroulement de la course. La décision doit être prise avant le 15 mai. Lors d'un sondage réalisé par Odoxa et publié le 3 avril, 42 % des Français veulent reporter le Tour à une date ultérieure, 34 % veulent l'annuler et 24 % sont pour le maintien.
Le 13 avril, lors de sa quatrième allocution, le président Emmanuel Macron annonce que « les événements avec un public nombreux » sont interdits en France jusqu'« au moins la mi-juillet », ce qui condamne la tenue du Tour aux dates prévues. Le 15 avril, il est annoncé que ce Tour 2020 est reporté du 29 août au 20 septembre.
Pour la première fois depuis 1945, le Tour de France ne se déroulera pas en juillet, comme c'est le cas les autres années précédentes. Christian Prudhomme, le directeur du Tour, qualifie l'édition 2020 de « Tour le plus tardif de l'Histoire ».
En parallèle, les organisateurs ont mis en place un protocole sanitaire durant l'épreuve, parmi les mesures les plus importantes : le port du masque est obligatoire aux départs et aux arrivées, les coureurs sont placés dans une bulle sanitaire avec les officiels, les staffs et les membres de l'organisation. Les maillots distinctifs sont remis par un membre de l'équipe du coureur avant de monter sur le podium. Des tests de détection ont lieu avant le départ de la course et pendant les journées de repos. Lors de l'épreuve, toute équipe ayant deux tests positifs sera expulsée de la course.
Certaines de ces mesures concernent le public : les selfies et autographes sont interdits, c'est également le cas des rassemblements de 5 000 personnes, un comptage est effectué à l'entrée des zones départs et arrivées pour ne pas dépasser cette jauge. L'accès aux principaux cols du parcours est filtré par la gendarmerie qui peut interdire l'accès aux spectateurs, notamment ceux en voiture. Des arrêtés préfectoraux pourraient être pris pour rendre obligatoire le port du masque le long du parcours du Tour de France.

## Déroulement de la course

### 29 août - 4 septembre: nombreuses chutes à Nice, Alaphilippe et Yates en jaune sur la route des Pyrénées
Les 176 coureurs s'élancent de Nice pour la 1re étape. Dès le kilomètre 0, trois coureurs attaquent : Michael Schär (CCC Team), Fabien Grellier (Total Direct Énergie) et Cyril Gauthier (B&B Vital Concept). Fabien Grellier passe en tête au sommet du premier passage de la côte de Rimiez devant Cyril Gautier. Lors du deuxième passage Michael Schär passe en tête, Cyril Gautier fait une nouvelle fois deuxième. Les trois coureurs possèdent chacun deux points, mais c'est Fabien Grellier en étant le mieux classé à l'arrivée qui revêt le maillot à pois. Alors que la chaussée est rendue très glissante par la pluie, le peloton observe une forme de neutralisation après avoir repris le trio de tête, sous l'impulsion de l'équipe Jumbo-Visma. Les organisateurs décident aussi de considérer pour le classement général les temps à 3 km de l'arrivée. De nombreuses chutes sont tout de même à signaler : Sam Bennett, Julian Alaphilippe (Deucenink Quick-Step), Thibaut Pinot (Groupama FDJ), Nairo Quintana (Arkéa Samsic), Caleb Ewan (Lotto Soudal) et Miguel Angel Lopez (Astana), entre autres, vont à terre. Malgré une attaque de Benoit Cosnefroy (AG2R La Mondiale) dans le final, l'étape va se conclure par un sprint massif. Alexander Kristoff (UAE Emirates) lève les bras et s'empare ainsi des maillots jaune et vert. Il devance le champion du monde Mads Pedersen (Trek-Segafredo), qui prend le maillot blanc, et Cees Bol (Sunweb).

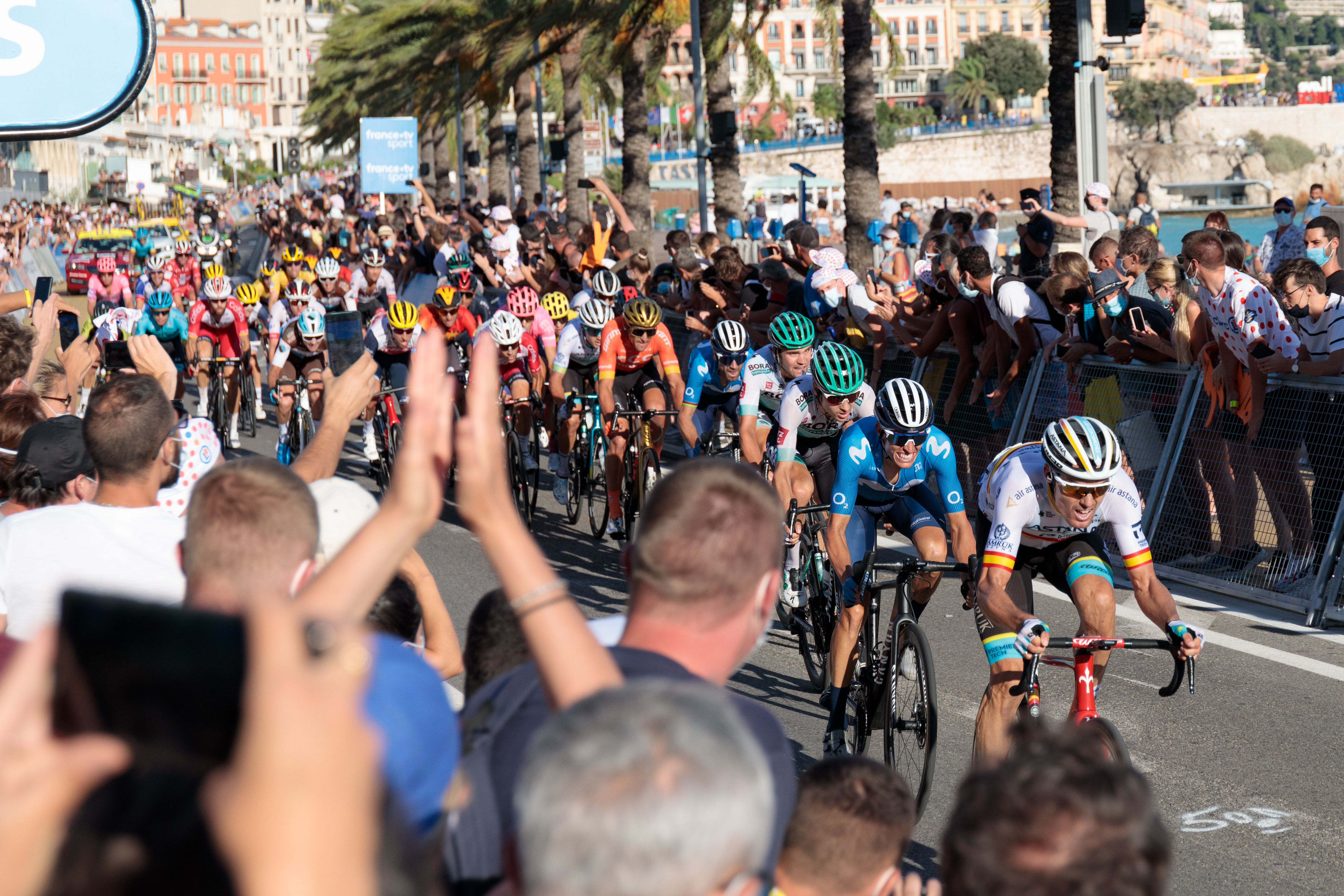
Les coureurs à Nice.

Le lendemain, 173 coureurs prennent le départ. Philippe Gilbert et Rafael Valls sont non partants à la suite d'une chute la veille, tandis que John Degenkolb est arrivé hors-délais lors du premier jour de course des suites de sa chute. Dès le départ, huit coureurs s'échappent. On retrouve à l'avant Matteo Trentin (CCC Team), le champion du Danemark Kasper Asgreen (Deceuninck-Quick Step), Lukas Pöstlberger, le porteur du maillot vert Peter Sagan (Bora-Hansgrohe), Benoît Cosnefroy, Anthony Perez (Cofidis), Michael Gogl (NTT) et le champion de Lettonie Toms Skujiņš (Trek-Segafredo), alors que David Gaudu, tombé la veille est en difficulté à l'arrière. Matteo Trentin devance au sprint intermédiaire Peter Sagan, juste avant de perdre sa place sur un ennui mécanique. Les hommes de tête vont ensuite se disputer le maillot à pois dans les deux premiers cols de la journée. Benoit Cosnefroy devance Anthony Perez et Michael Gogl au col de la Colmiane, puis Perez devance Cosnefroy et Gogl au col de Turini. Cosnefroy est le nouveau meilleur grimpeur, au bénéfice du classement général par rapport à Perez. Alors que les sprinteurs dont le maillot jaune sont distancés dans le col de Turini, les échappés sont revus au pied du col d'Eze. Julian Alaphilippe attaque dès les premières pentes du col des Quatre chemins, suivi par Marc Hirschi (Sunweb). Adam Yates (Mitchelton-Scott) rejoint le duo quelques hectomètres plus loin. Yates, Alaphilippe et Hirschi prennent respectivement 8, 5 et 2 secondes de bonification au sommet de l'ascension. Le trio va ensuite se disputer la victoire d'étape au sprint. Alaphilippe gagne juste devant Hirschi, une seconde devant Yates et deux secondes devant le peloton, réglé par le champion olympique Greg Van Avermaet (CCC Team). Il prend également la tête du classement général, avec 4 secondes d'avance sur Yates, 7 sur le nouveau maillot blanc Hirschi et 17 secondes sur 32 coureurs, dont les favoris pour le classement général final. Victime d'une chute dans la descente du col d'Eze, Daniel Martinez (EF Pro Cycling) concède 3 minutes 38 secondes au vainqueur du jour.
Trois coureurs français s'échappent dès le début de la 3e étape. Comme la veille, on retrouve à l'avant Benoit Cosnefroy et Anthony Perez, accompagnés cette fois par Jérôme Cousin (Total-Direct Énergie). Perez devance Cosnefroy au sommet des deux premières côtes de la journée, puis les deux hommes se relèvent. Alors qu'il allait s'emparer du maillot à pois, Perez est contraint à l'abandon après avoir crevé, puis heurté la voiture de son directeur sportif. Cousin est, lui, repris par le peloton à 16 km de l'arrivée. Caleb Ewan remporte l'étape au sprint, devant le champion d'Irlande Sam Bennett et le récent champion d'Europe Giacomo Nizzolo (NTT). Deuxième du sprint intermédiaire puis 5e de l'étape, Peter Sagan prend la tête du classement par points. Aucun changement n'est à signaler au classement général.
Pour la première arrivée au sommet, l'équipe Jumbo-Visma contrôle le peloton dans le final. Malgré des attaques de Pierre Rolland (B&B Vital Concept) à 4,5 km de l'arrivée, puis de Guillaume Martin (Cofidis) à 600 mètres de la ligne, les favoris du Tour se disputent la victoire d'étape au sprint. Le champion de Slovénie Primož Roglič (Jumbo-Visma) s'impose devant son compatriote Tadej Pogačar (UAE Emirates) et Guillaume Martin. Emanuel Buchmann (Bora-Hansgrohe) et Enric Mas (Movistar) concèdent 9 secondes, Richard Carapaz (Ineos), Daniel Martinez et le champion de Colombie Sergio Higuita (EF Pro Cycling) 28 secondes, Marc Hirschi 38 secondes. Dans la première partie de l'étape, Sam Bennett remporte le sprint du peloton lors du sprint intermédiaire, derrière les six échappés, et revient à hauteur de Peter Sagan en tête du classement par points, mais ce dernier reste maillot vert grâce à son meilleur classement général. 5e de l'étape, Julian Alaphilippe conserve son maillot jaune, avec 4 secondes d'avance sur Yates, 7 sur Roglič, 11 sur le nouveau meilleur jeune Pogačar, 13 sur Martin et 17 sur un groupe de 11 coureurs.
La journée suivante est marquée par l'absence d'échappée. Les classements annexes vont dans un premier temps animer un peu l'étape : Sam Bennett passe en tête au sprint intermédiaire, devant son équipier Michael Mørkøv et Caleb Ewan, puis le maillot à pois franchit en premier les deux ascensions répertoriées de la journée. L'équipe Ineos provoque une bordure à moins de 9 km de l'arrivée, mais le peloton va en partie se reformer. Thibaut Pinot et Bauke Mollema (Trek-Segafredo), les deux principaux coureurs piégés, parviennent à recoller. Malgré un démarrage de Michael Schär sous la banderole des deux derniers kilomètres, l'étape se termine par un nouveau sprint massif. C'est Wout van Aert (Jumbo-Visma) qui s'impose, devant Cees Bol et le champion d'Irlande, qui s'empare ainsi du maillot vert. Julian Alaphilippe écope d'une pénalité de 20 secondes pour un ravitaillement interdit, ce qui le fait rétrograder à 16e place du classement général, à 16 secondes du nouveau leader Adam Yates. Roglič et le maillot blanc complètent désormais le podium, avec 3 et 7 secondes de retard.
Le champion du Kazakhstan Alexey Lutsenko (Astana) remporte en solitaire la 6e étape. Il devance trois de ses ex-compagnons d'échappée : Jesus Herrada (Cofidis) termine à 55 secondes, Greg Van Avermaet à 2 minutes 15 et Neilson Powless (EF Pro Cycling) à 2 minutes 17. Derrière, malgré une attaque de Fabio Aru (UAE Emirates) à environ 8 km du col de la Lusette, les favoris du Tour franchissent la ligne d'arrivée ensemble. Julian Alaphilippe attaque dans les derniers hectomètres et termine 5e de l'étape à 2 minutes 52 de Lutsenko, avec une seconde d'avance sur le groupe maillot jaune, composé de 28 coureurs.  Aucun changement n'est à signaler au classement général. Bennett conforte son maillot vert lors du sprint intermédiaire, tandis que Nicolas Roche (Sunweb) et le champion du Kazakhstan profitent de leur escapade du jour pour faire leur entrée dans le Top 5 du classement de la montagne.
La formation Bora-Hansgrohe accélère dès le départ de l'étape suivante, piégeant ainsi de nombreux sprinteurs. Le maillot vert et Niccolo Bonifazio (Total-Direct Énergie), ainsi que Daniel Martinez, font partie du 2e groupe, tandis que Caleb Ewan, le champion d'Europe, Cees Bol, Alexander Kristoff ou encore Elia Viviani (Cofidis) figurent dans un 3e groupe. Après être passé en tête de la première côte du jour, au km 9, Benoit Cosnefroy est relégué au sein du groupe maillot vert. Matteo Trentin remporte ensuite le sprint intermédiaire, devant Peter Sagan - qui prend alors la tête du classement par points - et Bryan Coquard (B&B Vital Concept). Thomas De Gendt (Lotto-Soudal) attaque à 95 km de l'arrivée, juste avant le sommet de la deuxième côte de la journée. Le Belge est repris par le peloton à 35 km du but, alors que l'équipe Ineos profite du vent pour couper le peloton en trois. Le maillot blanc, Mikel Landa (Bahrain-McLaren), Bauke Mollema et Trentin sont dans la 2e partie, Richie Porte (Trek-Segafredo) est dans la 3e. Le groupe Porte parvient ensuite à recoller sur le groupe maillot blanc. Richard Carapaz (Ineos), victime d'une crevaison, perd sa place en tête de course et sera repris par le groupe maillot blanc dans les 10 derniers kilomètres. Wout van Aert remporte le sprint final, en devançant Edvald Boasson Hagen (NTT) et Bryan Coquard. Le groupe maillot blanc concède 1 minute 21 secondes, tandis que les coureurs distancés en début d'étape terminent à environ un quart d'heure du groupe maillot jaune. Victime d'un saut de chaîne dans le sprint, Sagan doit se contenter de la 13e place de l'étape. Cela ne l'empêche pas de reprendre le maillot vert, tandis que van Aert est désormais 3e du classement par points, juste devant Coquard. Yates conserve la tête du classement général, avec 3 secondes d'avance sur Roglič, 9 secondes sur Martin, 13 secondes sur le nouveau meilleur jeune Egan Bernal (Ineos) et six autres coureurs, 22 secondes sur Buchmann, 1 minute 28 sur Pogačar et 1 minute 34 sur Mollema, Landa et Porte.

### 5 - 10 septembre: Roglič en jaune, Bennett en vert
Treize coureurs s'échappent lors de la première étape pyrénéenne. Parmi eux, le maillot à pois passe en tête au col de Menté. Le groupe de tête explose dans le Port de Balès, Nans Peters (AG2R La Mondiale) et Ilnur Zakarin (CCC Team) distancent leurs compagnons de fugue. Dans le peloton, Thibaut Pinot est distancé à 7 km du sommet et terminera à plus de 25 minutes du vainqueur. Peters file en solitaire dans la descente, puis résiste au retour de Zakarin dans le col de Peyresourde. Derrière, Tadej Pogačar profite de sa troisième attaque pour distancer les principaux favoris. Malgré des attaques de Landa, Porte, Martin et Quintana, aucun autre leader ne parvient à créer une différence. Malgré le sacrifice de ses équipiers, notamment Tom Dumoulin, Roglič ne creuse aucun écart avec ses adversaires et laisse Pogačar reprendre du terrain. Nans Peters s'impose finalement avec 47 secondes d'avance sur Tom Skujinš et Carlos Verona (Movistar), 1 minute 09 sur Ilnur Zakarin, qui a perdu du temps dans la dernière descente. Pogačar termine 9e de l'étape, à 6 minutes du vainqueur. Romain Bardet accélère dans les derniers hectomètres franchit la ligne 38 secondes après le Slovène et deux secondes d'avance sur le groupe maillot jaune. Mas, Carapaz et Mollema terminent à 7 minutes 18, Buchmann à 7 minutes 43. En difficulté dans le col de Peyresourde, Adam Yates conserve son maillot jaune, avec 3 secondes d'avance sur Roglič, 9 sur Martin, 11 sur Bardet, 13 sur les quatre Colombiens Bernal, Quintana, López et Rigoberto Urán (EF Pro Cycling), 40 sur Pogačar. Peters et Zakarin grimpent sur le podium du classement de la montagne, avec 4 et 10 points de retard sur Cosnefroy.
La première semaine se termine par le second opus pyrénéen. De nombreux coureurs tentent de s'échapper dans la première partie de l'étape, sans succès. Un groupe de 9 coureurs parvient à se détacher en plusieurs temps dans les premières pentes du col de la Hourcère. Présent à l'avant, Marc Hirschi part en solitaire à 7 km du sommet. Ses ex-compagnons d'échappée sont repris au pied du col d'Ichère. Tadej Pogačar attaque à 2,5 km du col de Marie-Blanque. Primož Roglič fait ensuite l'effort pour le rejoindre, avec dans sa roue Egan Bernal, Mikel Landa puis Richie Porte rentrent sur ce groupe à leur tour. Le maillot blanc accélère un peu plus loin, sans succès. Alors que Romain Bardet est sur le point de recoller sur le groupe maillot blanc, Pogačar et Roglič se disputent la 2e place au point bonus, le second devance sur la ligne son jeune compatriote. Seuls Bernal et Landa peuvent rentrer sur le duo slovène. Bardet et Porte sont eux repris par Nairo Quintana, Guillaume Martin, Bauke Mollema et Rigoberto Urán. Hirschi est repris par le groupe maillot blanc à 1,6 km de l'arrivée. Pogačar s'impose finalement au sprint devant Roglič et Hirschi, logiquement sacré combatif du jour. Le groupe Quintana, réglé par Mollema, concède 11 secondes, le groupe maillot jaune, avec notamment López et Mas, 54 secondes. Le champion de Slovénie s'empare de la tête du classement général, avec 21 secondes d'avance sur le maillot blanc, 28 sur Martin, 30 sur Bardet, 32 sur Quintana et Urán, 44 sur Pogačar. Adam Yates rétrograde lui à la 8e place du classement général, avec 1 minute 02 secondes de retard, tandis que López et Landa complètent le Top 10, à 1 minute 15 et 1 minute 42 du leader.
Après la première journée de repos, l'équipe Deceuninck-Quick Step provoque une bordure à plus de 100 km de l'arrivée, Dan Martin (Israel Start-Up Nation) et Emmanuel Buchmann sont piégés. Le peloton va se reformer une dizaine de kilomètres plus tard. Entre-temps, les échappés, Stefan Küng (Groupama-FDJ) et Michael Schär, ont été repris par la première partie du peloton. De nombreux coureurs chutent tout au long de l'étape, notamment Pogačar, Coquard, G.Martin, López et Alaphilippe. Pour la troisième fois depuis le départ de l'épreuve, Trentin remporte le sprint intermédiaire juste devant Sagan, Bennett prenant la 3e place. Malgré des attaques de Küng puis Anthony Turgis (Total-Direct Énergie) sur le pont de l'île de Ré, ainsi que quelques tentatives de bordures dans le final, l'étape se conclut par un sprint massif. Sam Bennett s'impose, en devançant Caleb Ewan et Peter Sagan. Le champion d'Irlande reprend ainsi la tête du classement par points.

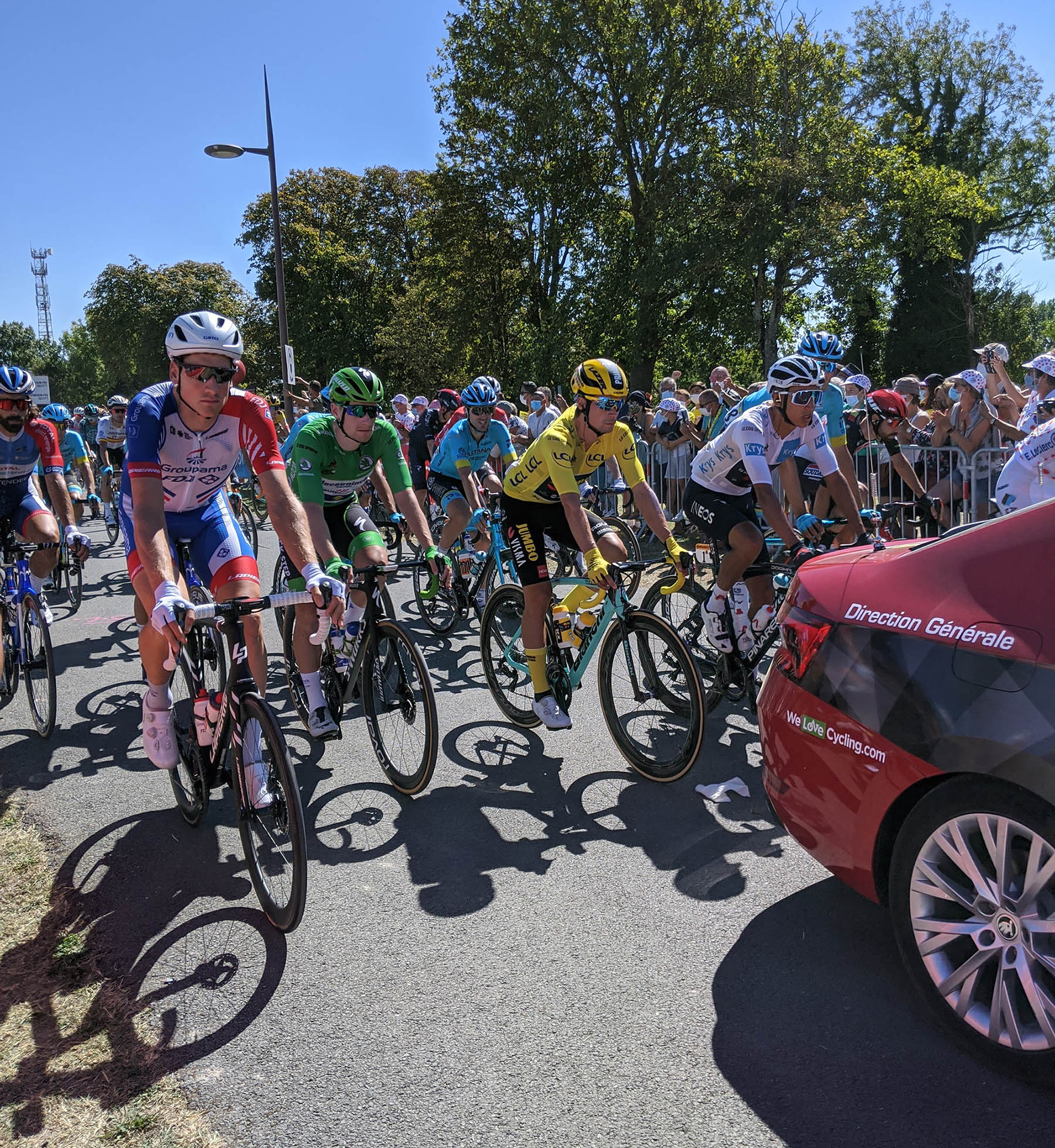
Châtelaillon-Plage. Départ de la 11e étape du Tour de France 2020.

Lors de la 11e étape, Bennett conforte son maillot vert en étant le plus rapide du peloton au sprint intermédiaire, derrière l'homme de tête Matthieu Ladagnous (Groupama-FDJ). L'Irlandais devance sur la ligne Morkøv et Sagan. Ladagnous est repris à 43 km de l'arrivée. Lukas Pöstlberger (Bora-Hansgrohe) attaque à 6 km du but, rejoint quelques hectomètres plus loin par Kasper Asgreen et Bob Jungels (Deceuninck-Quick Step). Les trois hommes sont repris à un peu plus de 2 km de la ligne. Caleb Ewan remporte l'étape, à l'issue d'un sprint houleux. Initialement 2e, Peter Sagan est déclassé pour coup d'épaule sur van Aert, et perd ses points acquis au sprint intermédiaire. Sam Bennett et Wout van Aert complètent finalement le podium de l'étape. Bennett possède ainsi 68 pts d'avance sur Sagan au classement par points.
Le lendemain, les six échappés sont repris dès les premières pentes de la côte de la Croix du Pey. Søren Kragh Andersen et Tiesj Benoot (Sunweb) sortent du peloton, vite rejoints par Marc Soler (Movistar). Alors qu'une contre-attaque fournie se forme au long de l'ascension, le trio est rejoint peu avant le sommet par Maximilian Schachmann (Bora-Hansgrohe), Quentin Pacher (B&B Vital Concept) et Marc Hirschi. Dans la montée du Suc au May, Soler attaque, contré par Hirschi. Ce dernier creuse rapidement un trou sur Soler et Schachmann, tandis que Julian Alaphilippe, accompagné par son équipier Dries Devenyns, accélère et rejoint le groupe de contre. Le duo de poursuite est repris dans la descente par le groupe Alaphilippe. Ce groupe est secoué par de nombreuses attaques dans les derniers kilomètres. Hirschi résiste bien et s'impose finalement avec 47 secondes d'avance sur Pierre Rolland et 52 secondes sur un groupe de 6 coureurs, réglé par Kragh Andersen. Peter Sagan remporte le sprint du peloton pour la 13e place à 2 minutes 30 du vainqueur.

### 11 - 15 septembre: les Slovènes dominent la montagne

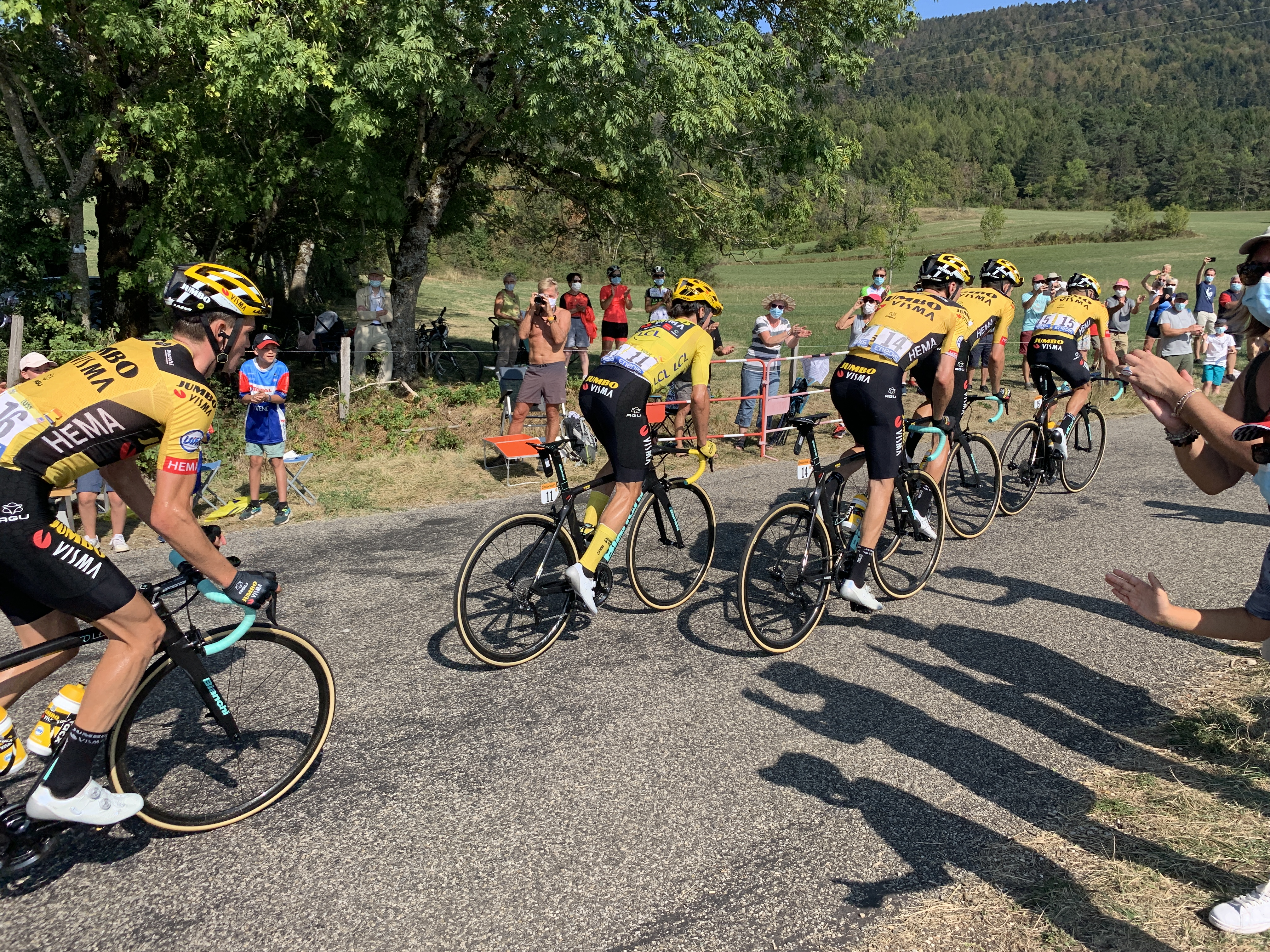
Roglič portant le maillot jaune et ses coéquipiers de la Jumbo-Visma à l'ascension du col de la Biche lors de la 15e étape.

Sur la 13e étape, 17 coureurs prennent le large par rapport au peloton et se disputent la victoire d'étape. Une chute secoue le peloton au km 100, mettant à terre notamment Romain Bardet, Nairo Quintana et Bauke Mollema. Ce dernier est contraint à l'abandon. Neilson Powless attaque à 40 km de l'arrivée. Maximilian Schachmann sort du groupe de poursuite dans la côte d'Anglars-de-Salers, puis rejoint l'homme de tête à 29 km du but. Dans le col de Neronne, Schachmann file en solitaire et le groupe de poursuivants explose, Daniel Martinez accélère avec Lennard Kämna (Bora-Hansgrohe) dans sa roue. Dans le peloton, Guillaume Martin et Romain Bardet sont distancés. Le duo de chasse reprend Schachmann dans le Pas de Peyrol, puis ce dernier est distancé à 800 m du sommet. Kämna puis Martinez vont ensuite tenter leur chance, sans succès. Le coureur allemand lance le sprint à 150 m de la ligne, mais c'est Martinez qui lève les bras, avec 4 secondes d'avance sur Kämna et 51 sur Schachmann. Dans les pentes les plus dures de l'ascension, l'attaque de Tadej Pogačar, suivi par le maillot jaune, fait exploser le groupe des favoris. Le duo de Slovènes termine à 6 minutes 05 du vainqueur. Les deux hommes devancent Richie Porte et Mikel Landa de 13 secondes, Miguel Ángel López de 16 secondes, le maillot blanc et Rigoberto Urán de 38 secondes, Adam Yates et Nairo Quintana de 40 secondes, Enric Mas de 52 secondes, Bardet de 1 minute 30 et Martin de 1 minute 46. Roglič conforte donc son maillot jaune. Il possède désormais 44 secondes d'avance sur Pogačar, qui s'empare de nouveau du maillot blanc, et 59 sur Egan Bernal. Cinq autres coureurs sont à moins de 2 minutes du leader : Urán, Quintana, López, Yates et Landa ont respectivement 1 minute 10, 1 minute 12, 1 minute 31, 1 minute 42 et 1 minute 55 de retard. Les mésaventures de Bardet et Martin permettent à Porte et Mas de faire leur rentrée dans le Top 10, à 2 minutes 6 secondes et 2 minutes 54 secondes du maillot jaune. Romain Bardet, souffrant d'une commotion cérébrale, ne prendra pas le départ de l'étape le lendemain.
Lors de l'étape suivante, Stefan Küng et Edward Theuns (Trek-Segafredo) s'échappent. La formation Bora-Hansgrohe accélère dans la première côte de la journée, puis Peter Sagan et Maximilian Schachmann sortent du peloton, accompagnés par Matteo Trentin. Sagan termine 3e du sprint intermédiaire, devant son coéquipier. Trentin est 5e, juste devant le maillot vert et le reste du peloton. Le duo de la Bora-Hansgrohe se relève ensuite, l'échappée reprend du champ. Dans le col du Béal, Theuns est distancé et l'équipe Bora-Hansgrohe entreprend un nouveau coup de force et distance les principaux sprinteurs, notamment Sam Bennett. Le groupe maillot jaune, mené par les Bora-Hansgrohe et les CCC, creuse un écart décisif par rapport au groupe maillot vert, puis reprend Küng à 80 km de l'arrivée. Tiesj Benoot attaque dans la côte de la Duchère, mais il est repris à 7,5 km de l'arrivée. Dans la côte de la Croix-Rousse, Lennard Kämna sort à son tour et passe en tête au sommet, tandis que plusieurs mouvements de contre-attaque secouent le peloton, mais le groupe maillot jaune va se reformer dans le final. Søren Kragh Andersen profite d'un moment de flottement pour placer un démarrage à 3 km de la ligne et s'impose en solitaire, avec 15 secondes d'avance sur le peloton, dont le sprint est remporté par Luka Mezgec (Mitchelton-Scott) devant Simone Consonni (Cofidis) et Peter Sagan.
Huit coureurs s'échappent en clôture de la deuxième semaine. Parmi eux, Matteo Trentin remporte le sprint intermédiaire, tandis que Bennett remporte le sprint du peloton devant Morkøv et Sagan. Jesus Herrada puis Pierre Rolland passent en tête les deux premiers cols de la journée. Les hommes de tête sont repris dans les premières pentes du col du Grand Colombier. Egan Bernal et Nairo Quintana sont lâchés à 13 km de l'arrivée. Guillaume Martin est distancé à 8,7 km du sommet. Malgré une attaque d'Adam Yates à 7,1 km du but, les favoris abordent le dernier kilomètre groupés. Le maillot jaune accélère à 600 m de la ligne, suivi par le maillot blanc, López et Porte. Tadej Pogačar s'impose juste devant Primož Roglič, 5 secondes devant Richie Porte, 8 devant Miguel Ángel López, 15 devant Enric Mas, Sepp Kuss (Jumbo-Visma), Mikel Landa et Adam Yates, 18 sur Rigoberto Urán. Martin concède 3 minutes 25, Quintana 3 minutes 50 et Bernal 7 minutes 20. Roglič possède désormais 40 secondes d'avance sur Pogačar. Derrière, on retrouve cinq coureurs en moins de 45 secondes : Urán, López, Yates, Porte et Landa ont respectivement 1 minute 34, 1 minute 45, 2 minutes 03, 2 minutes 13 et 2 minutes 16 de retard sur le leader. Bernal sort du Top 10, il chute à la 13e place du classement général, à 8 minutes 25 du maillot jaune. Cela profite notamment à Tom Dumoulin, nouveau 10e du classement à 5 minutes 12 de son coéquipier.
Une échappée de 23 coureurs prend le large le lendemain du jour de repos. Les classements annexes animent dans un premier temps la marche du groupe de tête : Matteo Trentin remporte une nouvelle fois le sprint intermédiaire, revenant ainsi à 12 pts de Peter Sagan, puis Pierre Rolland franchit en tête le col de Porte et la côte de Revel. Rolland revient ainsi à hauteur de Benoit Cosnefroy au classement de la montagne. Cosnefroy conserve toutefois le maillot à pois, car il a franchi en tête deux cols de 1re catégorie (les cols de la Colmiane et de Menté), contre un seul pour Rolland (le col de la Biche). Quentin Pacher file en solitaire à quelques kilomètres de la montée de Saint-Nizier-du-Moucherotte, tandis que dans le même temps Egan Bernal est lâché par le peloton. L'homme de tête est repris à 4,5 km du sommet par le champion de Suisse Sébastien Reichenbach (Groupama-FDJ), Richard Carapaz, Julian Alaphilippe et Lennard Kämna. Les différentes accélérations de Carapaz dans les derniers kilomètres de l'ascension vont faire craquer tour à tour Pacher, Alaphilippe et Reichenbach. Kämna attaque à moins de 400 m du sommet et creuse l'écart petit à petit sur ses poursuivants. Il s'impose avec 1 minute 27 sur Carapaz et 1 minute 56 sur le champion de Suisse. Malgré des accélérations de Tadej Pogačar puis de Miguel Ángel López dans les 500 derniers mètres, les membres du Top 10 arrivent groupés, à l'exception de Tom Dumoulin et de Nairo Quintana, qui concèdent respectivement 7 et 35 secondes au groupe maillot jaune. Aucun changement n'est donc à signaler concernant les 8 premières places du classement général. Juste derrière, Dumoulin passe devant Quintana, à plus de 5 minutes du maillot jaune.

### 16 - 20 septembre: bataille pour le podium et le maillot à pois, carton plein pour Pogačar
Comme la veille, Richard Carapaz, Julian Alaphilippe et Lennard Kämna s'échappent lors de la 17e étape, accompagnés cette fois-ci par Dan Martin et Gorka Izagirre (Astana). Dans le col de la Madeleine, Kämna est lâché puis repris par le peloton, tandis que Nairo Quintana est distancé. Carapaz passe en tête au sommet devant Alaphilippe, tandis que le maillot blanc s'empare de la tête du classement de la montagne grâce aux points de la 5e place. Martin perd sa place dans la descente. Dans le col de la Loze, Alaphilippe lâche prise à 12,9 km de l'arrivée, puis Izagirre connaît le même sort à 9,2 km du sommet. Carapaz est rejoint à 3 km du but par Primož Roglič, Sepp Kuss, Tadej Pogačar, Miguel Ángel López et Richie Porte. Kuss tente sa chance, suivi par López. Le Colombien part seul à 2,5 km de l'arrivée. Il s'impose avec 15 secondes d'avance sur le maillot jaune, 30 sur le maillot blanc, 1 minute 01 sur Porte, 1 minute 12 sur Mas, 1 minute 20 sur Landa et Yates, 1 minute 59 sur Urán et 2 minutes 13 sur Dumoulin. Grâce aux points doublés au sommet de l'ascension finale, le podium du classement de la montagne est le même, dans le désordre, que celui de l'étape. Pogačar prend le maillot à pois avec 3 pts d'avance sur Roglič et 15 sur López. Roglič conforte son maillot jaune, avec 57 secondes d'avance sur le maillot à pois et 1 minute 26 sur le vainqueur du jour. À plus de 3 minutes du leader, Porte, Yates, Urán et Landa se tiennent en 22 secondes. Mas et Dumoulin conservent leurs positions au classement général, tandis qu'Alejandro Valverde fait son entrée dans le Top 10, à 9 minutes 31 de Roglič, en profitant de la dégringolade de Quintana, désormais 15e après avoir perdu plus de 25 minutes sur cette étape.

Les classements annexes vont animer la dernière étape de montagne, avec une échappée de 32 coureurs. Le maillot vert remporte le sprint intermédiaire, en devançant Matteo Trentin et Peter Sagan. Marc Hirschi devance au Cormet de Roselend Richard Carapaz. Le duo est rejoint dans la descente par Michał Kwiatkowski (Ineos), Nicolas Edet (Cofidis) et Peio Bilbao (Bahrain-McLaren). Hirschi devance une nouvelle fois Carapaz au sommet de la côte de la Route des villes et du col des Saisies, alors qu'Edet est distancé dans cette ascension. Hirschi chute dans la descente et ne parviendra jamais à recoller sur le trio de tête. Carapaz passe alors sans contestation en tête du col des Aravis. Bilbao est distancé à 3,4 km du sommet de la montée du Plateau des Glières. Landa attaque dès les premières pentes du col, mais est repris juste avant le sommet par le groupe maillot jaune, duquel ont été lâchés Guillaume Martin, Rigoberto Urán, Adam Yates et Alejandro Valverde. Carapaz passe en tête au col, s'emparant ainsi du maillot à pois, malgré les points de la 6e place pris par Tadej Pogačar. Richie Porte est victime d'une crevaison sur la section empierrée suivant le col, mais parvient à rentrer sur le groupe maillot jaune dans le col des Fleuries, non-répertorié au classement de la montagne. Les deux coureurs d'Ineos franchissent la ligne d'arrivée main dans la main, Carapaz laissant la victoire d'étape à Kwiatkowski. Wout van Aert remporte le sprint pour la 3e place, à 1 minute 51 du vainqueur. Il devance de deux secondes le maillot jaune et le maillot blanc, de trois secondes le reste du groupe. Le groupe Yates termine à 4 minutes 34 de Kwiatkowski. Les membres du Top 10 du classement général ne changent pas, mais Yates et Urán perdent chacun deux places.

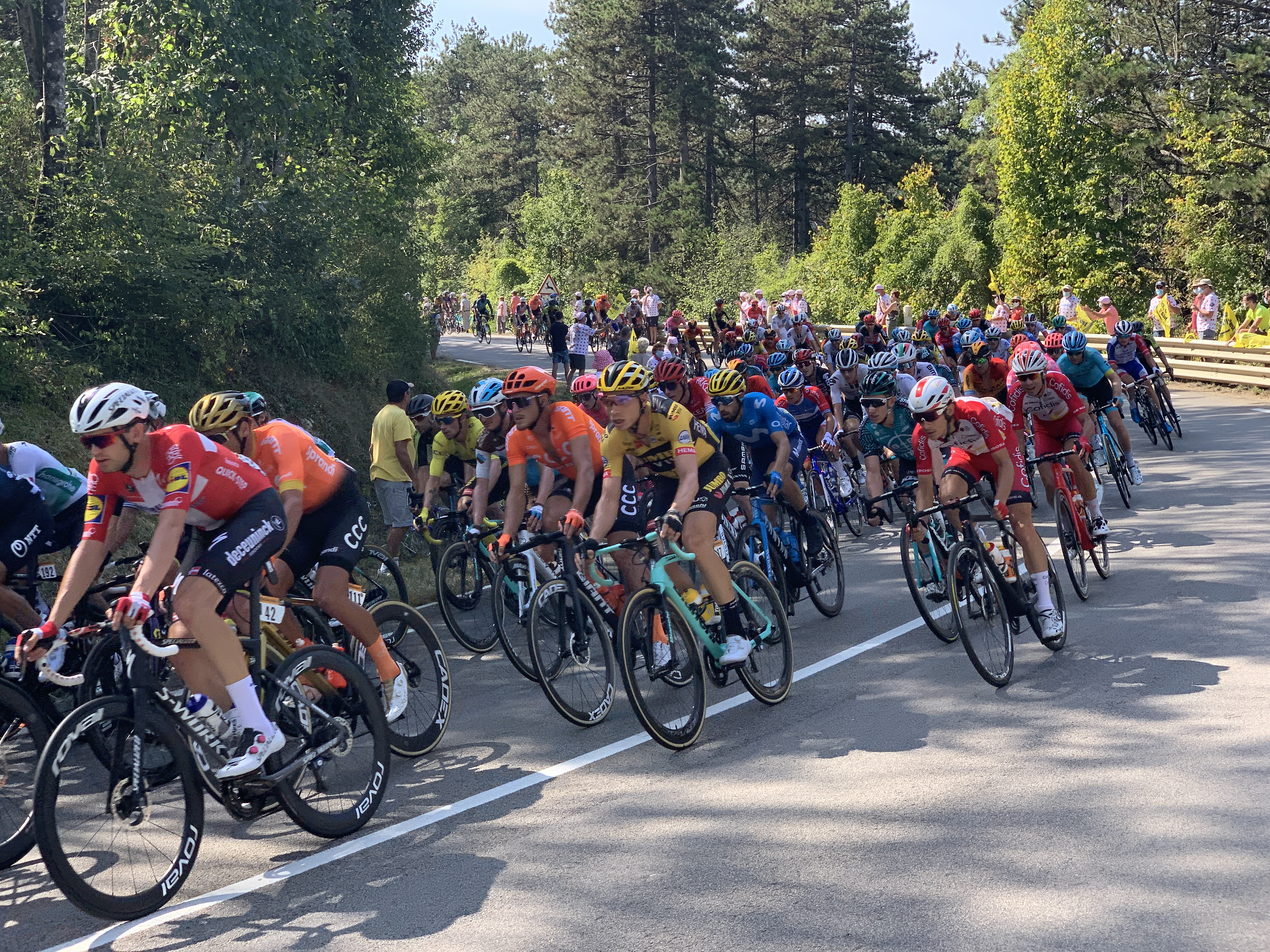
Le peloton lors de la 19e étape après le départ de Bourg-en-Bresse.

Rémi Cavagna (Deceuninck-Quick Step) s'échappe en solitaire lors de l'étape suivante. Benoit Cosnefroy et Pierre Rolland sortent du peloton à un peu plus de 3 km du sprint intermédiaire, rejoints par Luke Rowe (Ineos). Sam Bennett est 5e du sprint intermédiaire, juste devant Peter Sagan et Michael Mørkov. Le trio de poursuite rejoint ensuite Cavagna, mais le quatuor est repris à 36 km de l'arrivée. Le peloton va être secoué par plusieurs mouvements de contre-attaques, avant qu'un groupe de 7 coureurs se détache à 31 km du but, rejoints un peu plus loin par 5 autres éléments. Parmi les hommes de tête, on retrouve les trois premiers du classement par points. Søren Kragh Andersen s'extrait de ce groupe à 16 km de l'arrivée et résiste au retour de ses ex-compagnons d'échappée. Le Danois lève les bras avec 53 secondes d'avance sur Luka Mezgec et Jasper Stuyven (Trek-Segafredo). À 1 minute 02 du vainqueur, le maillot vert remporte le sprint pour la 8e place, en devançant Sagan et Trentin. Aucun changement au classement général n'est à remarquer.
Champion de Slovénie de la spécialité, Tadej Pogačar remporte le contre-la-montre final, avec 1 minute 21 d'avance sur Tom Dumoulin et Richie Porte, 1 minute 31 sur Wout van Aert et près de deux minutes sur Primož Roglič et le champion de France Rémi Cavagna. En ayant été aussi le plus rapide lors de l'ascension de la Planche des Belles Filles, avec 22 et 42 secondes de mieux que Porte et van Aert, Pogačar s'empare de la tête du classement de la montagne. Avec 8 pts d'avance sur Richard Carapaz, il est assuré de remporter le classement, s'il termine l'épreuve. Le Slovène réalise un grand coup, puisqu'il prend également la tête du classement général, avec 59 secondes d'avance sur Roglič et 3 minutes 30 sur Porte. 45e de l'étape à 6 minutes 17, Miguel Ángel López chute à la 6e place du classement général, permettant ainsi à Mikel Landa et Enric Mas de gagner chacun une place, à environ 6 minutes du maillot jaune. Derrière, Dumoulin devance désormais Rigoberto Urán et Adam Yates. 47e du chrono à 6 minutes 26, Alejandro Valverde perd deux places et sort du Top 10. Cela profite à Guillaume Martin et surtout à Damiano Caruso (Bahrain-McLaren), qui fait son entrée dans le Top 10, à 14 minutes 03 du leader. C'est la première fois depuis 2011 que le maillot jaune change d'épaules la veille de l'arrivée à Paris.
Sam Bennett gagne au sprint la dernière étape, devançant Mads Pedersen et Peter Sagan. En tête au départ de l'étape, le champion d'Irlande s'adjuge logiquement le classement par points. Les différents favoris arrivent ensemble au sein du peloton. Tadej Pogačar remporte ainsi officiellement son premier Grand Tour, en plus du classement de la montagne et le classement du meilleur jeune. Il devient ainsi le premier Slovène vainqueur du Tour de France. Un an après la victoire d'Egan Bernal, qui était devenu le plus jeune vainqueur de l'après-guerre, le Slovène devient le nouveau plus jeune vainqueur de la Grande Boucle de l'après guerre, et même le 2e plus jeune gagnant de toute l'histoire. Pogačar devance au classement général final Primož Roglič, dont il s'agit de son 3e podium consécutif sur un Grand Tour (3e du Tour d'Italie et 1er du Tour d'Espagne en 2019), et Richie Porte, qui obtient là son premier podium sur une épreuve de trois semaines. En ayant notamment placé trois coureurs dans le Top 20 (Enric Mas, Alejandro Valverde et Carlos Verona), la formation Movistar remporte le classement par équipes pour la 5e fois en six éditions.

## Étapes
Le Teil, Mont Aigoual, Cazères, Le Château-d'Oléron, Saint-Martin-de-Ré, Châtelaillon-Plage, Chauvigny, Châtel-Guyon, Puy Mary, Grand Colombier, La Roche-sur-Foron, Lure et Mantes-la-Jolie sont pour la première fois villes-étapes du Tour de France. Le parcours comporte quatre arrivées au sommet, dont la première placée lors de la quatrième étape à Orcières-Merlette. Les autres arrivées au sommet ont lieu lors des étapes 13 (sur le Puy Mary), 15 (sur le Grand Colombier) et enfin sur la 17e étape (avec le col de la Loze).
| Étape     | Date               | Villes étapes                                                       |                                         | Distance (km)         | Vainqueur d’étape     | Leader du classement général |
| --------- | ------------------ | ------------------------------------------------------------------- | --------------------------------------- | --------------------- | --------------------- | ---------------------------- |
| 1re étape | sam. 29 août       | Nice (Moyen Pays) – Nice                                            | Étape de plaine                         | 156                   | Alexander Kristoff    | Alexander Kristoff           |
| 2e étape  | dim. 30 août       | Nice (Haut Pays) – Nice                                             | Étape de montagne                       | 186                   | Julian Alaphilippe    | Julian Alaphilippe           |
| 3e étape  | lun. 31 août       | Nice – Sisteron                                                     | Étape de plaine                         | 198                   | Caleb Ewan            | Julian Alaphilippe           |
| 4e étape  | mar. 1er septembre | Sisteron – Orcières-Merlette                                        | Étape accidentée                        | 160,5                 | Primož Roglič         | Julian Alaphilippe           |
| 5e étape  | mer. 2 septembre   | Gap – Privas                                                        | Étape de plaine                         | 183                   | Wout van Aert         | Adam Yates                   |
| 6e étape  | jeu. 3 septembre   | Le Teil – Mont Aigoual                                              | Étape accidentée                        | 191                   | Alexey Lutsenko       | Adam Yates                   |
| 7e étape  | ven. 4 septembre   | Millau – Lavaur                                                     | Étape de plaine                         | 168                   | Wout van Aert         | Adam Yates                   |
| 8e étape  | sam. 5 septembre   | Cazères – Loudenvielle                                              | Étape de montagne                       | 141                   | Nans Peters           | Adam Yates                   |
| 9e étape  | dim. 6 septembre   | Pau – Laruns                                                        | Étape de montagne                       | 153                   | Tadej Pogačar         | Primož Roglič                |
|           | lun. 7 septembre   | Département de la Charente-Maritime                                 | Jour de repos                           | Journée de repos no 1 | Journée de repos no 1 | Journée de repos no 1        |
| 10e étape | mar. 8 septembre   | Île d'Oléron - Le Château-d'Oléron – Île de Ré - Saint-Martin-de-Ré | Étape de plaine                         | 168,5                 | Sam Bennett           | Primož Roglič                |
| 11e étape | mer. 9 septembre   | Châtelaillon-Plage – Poitiers                                       | Étape de plaine                         | 167,5                 | Caleb Ewan            | Primož Roglič                |
| 12e étape | jeu. 10 septembre  | Chauvigny – Sarran - Corrèze                                        | Étape accidentée                        | 218                   | Marc Hirschi          | Primož Roglič                |
| 13e étape | ven. 11 septembre  | Châtel-Guyon – Puy Mary - Cantal                                    | Étape de montagne                       | 191,5                 | Daniel Martínez       | Primož Roglič                |
| 14e étape | sam. 12 septembre  | Clermont-Ferrand – Lyon                                             | Étape de plaine                         | 194                   | Søren Kragh Andersen  | Primož Roglič                |
| 15e étape | dim. 13 septembre  | Lyon – Grand Colombier                                              | Étape de montagne                       | 174,5                 | Tadej Pogačar         | Primož Roglič                |
|           | lun. 14 septembre  | Département de l'Isère                                              | Jour de repos                           | Journée de repos no 2 | Journée de repos no 2 | Journée de repos no 2        |
| 16e étape | mar. 15 septembre  | La Tour-du-Pin – Villard-de-Lans                                    | Étape de montagne                       | 164                   | Lennard Kämna         | Primož Roglič                |
| 17e étape | mer. 16 septembre  | Grenoble – Méribel - Col de la Loze                                 | Étape de montagne                       | 170                   | Miguel Ángel López    | Primož Roglič                |
| 18e étape | jeu. 17 septembre  | Méribel – La Roche-sur-Foron                                        | Étape de montagne                       | 175                   | Michał Kwiatkowski    | Primož Roglič                |
| 19e étape | ven. 18 septembre  | Bourg-en-Bresse – Champagnole                                       | Étape de plaine                         | 166,5                 | Søren Kragh Andersen  | Primož Roglič                |
| 20e étape | sam. 19 septembre  | Lure – La Planche des Belles Filles                                 | Contre-la-montre individuel en montagne | 36,2                  | Tadej Pogačar         | Tadej Pogačar                |
| 21e étape | dim. 20 septembre  | Mantes-la-Jolie – Paris - Champs-Élysées                            | Étape de plaine                         | 122                   | Sam Bennett           | Tadej Pogačar                |

## Classements

### Classement général final
| Classement général | Classement général    | Classement général | Classement général       | Classement général |
|                    | Coureur               | Pays               | Équipe                   | Temps              |
| ------------------ | --------------------- | ------------------ | ------------------------ | ------------------ |
| 1er                | Tadej Pogačar         | Slovénie           | UAE Emirates             | en 87 h 20 min 5 s |
| 2e                 | Primož Roglič         | Slovénie           | Jumbo-Visma              | + 59 s             |
| 3e                 | Richie Porte          | Australie          | Trek-Segafredo           | + 3 min 30 s       |
| 4e                 | Mikel Landa           | Espagne            | Bahrain-McLaren          | + 5 min 58 s       |
| 5e                 | Enric Mas             | Espagne            | Movistar                 | + 6 min 7 s        |
| 6e                 | Miguel Ángel López    | Colombie           | Astana                   | + 6 min 47 s       |
| 7e                 | Tom Dumoulin          | Pays-Bas           | Jumbo-Visma              | + 7 min 48 s       |
| 8e                 | Rigoberto Urán        | Colombie           | EF Pro Cycling           | + 8 min 2 s        |
| 9e                 | Adam Yates            | Royaume-Uni        | Mitchelton-Scott         | + 9 min 25 s       |
| 10e                | Damiano Caruso        | Italie             | Bahrain-McLaren          | + 14 min 3 s       |
| 11e                | Guillaume Martin      | France             | Cofidis                  | + 16 min 58 s      |
| 12e                | Alejandro Valverde    | Espagne            | Movistar                 | + 17 min 41 s      |
| 13e                | Richard Carapaz       | Équateur           | Ineos Grenadiers         | + 25 min 53 s      |
| 14e                | Warren Barguil        | France             | Arkéa-Samsic             | + 31 min 4 s       |
| 15e                | Sepp Kuss             | États-Unis         | Jumbo-Visma              | + 42 min 20 s      |
| 16e                | Peio Bilbao           | Espagne            | Bahrain-McLaren          | + 55 min 56 s      |
| 17e                | Nairo Quintana        | Colombie           | Arkéa-Samsic             | + 1 h 3 min 7 s    |
| 18e                | Pierre Rolland        | France             | B&B Hotels-Vital Concept | + 1 h 8 min 26 s   |
| 19e                | Carlos Verona         | Espagne            | Movistar                 | + 1 h 19 min 54 s  |
| 20e                | Wout van Aert         | Belgique           | Jumbo-Visma              | + 1 h 20 min 31 s  |
| 21e                | Marc Soler            | Espagne            | Movistar                 | + 1 h 31 min 53 s  |
| 22e                | Gorka Izagirre        | Espagne            | Astana                   | + 1 h 36 min 12 s  |
| 23e                | Esteban Chaves        | Colombie           | Mitchelton-Scott         | + 1 h 38 min 45 s  |
| 24e                | Sébastien Reichenbach | Suisse             | Groupama-FDJ             | + 1 h 39 min 27 s  |
| 25e                | Kenny Elissonde       | France             | Trek-Segafredo           | + 1 h 40 min 6 s   |
| modifier           |                       |                    |                          |                    |

### Classements annexes finals
| Classement par points | Classement par points | Classement par points | Classement par points    | Classement par points |
| --------------------- | --------------------- | --------------------- | ------------------------ | --------------------- |
|                       | Coureur               | Pays                  | Équipe                   | Point(s)              |
| 1er                   | Sam Bennett           | Irlande               | Deceuninck-Quick Step    | 380 points            |
| 2e                    | Peter Sagan           | Slovaquie             | Bora-Hansgrohe           | 284 pts               |
| 3e                    | Matteo Trentin        | Italie                | CCC                      | 260 pts               |
| 4e                    | Bryan Coquard         | France                | B&B Hotels-Vital Concept | 181 pts               |
| 5e                    | Wout van Aert         | Belgique              | Jumbo-Visma              | 174 pts               |
| 6e                    | Caleb Ewan            | Australie             | Lotto-Soudal             | 170 pts               |
| 7e                    | Julian Alaphilippe    | France                | Deceuninck-Quick Step    | 150 pts               |
| 8e                    | Tadej Pogačar         | Slovénie              | UAE Emirates             | 143 pts               |
| 9e                    | Søren Kragh Andersen  | Danemark              | Sunweb                   | 138 pts               |
| 10e                   | Michael Mørkøv        | Danemark              | Deceuninck-Quick Step    | 138 pts               |
| modifier              |                       |                       |                          |                       |

| Classement du meilleur grimpeur | Classement du meilleur grimpeur | Classement du meilleur grimpeur | Classement du meilleur grimpeur | Classement du meilleur grimpeur |
| ------------------------------- | ------------------------------- | ------------------------------- | ------------------------------- | ------------------------------- |
|                                 | Coureur                         | Pays                            | Équipe                          | Point(s)                        |
| 1er                             | Tadej Pogačar                   | Slovénie                        | UAE Emirates                    | 82 points                       |
| 2e                              | Richard Carapaz                 | Équateur                        | Ineos Grenadiers                | 74 pts                          |
| 3e                              | Primož Roglič                   | Slovénie                        | Jumbo-Visma                     | 67 pts                          |
| 4e                              | Marc Hirschi                    | Suisse                          | Sunweb                          | 62 pts                          |
| 5e                              | Miguel Ángel López              | Colombie                        | Astana                          | 51 pts                          |
| 6e                              | Benoît Cosnefroy                | France                          | AG2R La Mondiale                | 36 pts                          |
| 7e                              | Pierre Rolland                  | France                          | B&B Hotels-Vital Concept        | 36 pts                          |
| 8e                              | Richie Porte                    | Australie                       | Trek-Segafredo                  | 36 pts                          |
| 9e                              | Nans Peters                     | France                          | AG2R La Mondiale                | 32 pts                          |
| 10e                             | Lennard Kämna                   | Allemagne                       | Bora-Hansgrohe                  | 27 pts                          |
| modifier                        |                                 |                                 |                                 |                                 |

| Classement général du meilleur jeune | Classement général du meilleur jeune | Classement général du meilleur jeune | Classement général du meilleur jeune | Classement général du meilleur jeune |
|                                      | Coureur                              | Pays                                 | Équipe                               | Temps                                |
| ------------------------------------ | ------------------------------------ | ------------------------------------ | ------------------------------------ | ------------------------------------ |
| 1er                                  | Tadej Pogačar                        | Slovénie                             | UAE Emirates                         | en 87 h 20 min 5 s                   |
| 2e                                   | Enric Mas                            | Espagne                              | Movistar                             | + 6 min 7 s                          |
| 3e                                   | Valentin Madouas                     | France                               | Groupama-FDJ                         | + 1 h 42 min 43 s                    |
| 4e                                   | Daniel Felipe Martínez               | Colombie                             | EF Pro Cycling                       | + 1 h 55 min 12 s                    |
| 5e                                   | Lennard Kämna                        | Allemagne                            | Bora-Hansgrohe                       | + 2 h 15 min 39 s                    |
| 6e                                   | Harold Tejada                        | Colombie                             | Astana                               | + 2 h 37 min 2 s                     |
| 7e                                   | Niklas Eg                            | Danemark                             | Trek-Segafredo                       | + 2 h 50 min 4 s                     |
| 8e                                   | Marc Hirschi                         | Suisse                               | Sunweb                               | + 2 h 54 min 34 s                    |
| 9e                                   | Neilson Powless                      | États-Unis                           | EF Pro Cycling                       | + 3 h 3 min 9 s                      |
| 10e                                  | Pavel Sivakov                        | Russie                               | Ineos Grenadiers                     | + 4 h 15 min 38 s                    |
| modifier                             |                                      |                                      |                                      |                                      |

| Classement par équipes | Classement par équipes | Classement par équipes | Classement par équipes |
|                        | Équipe                 | Pays                   | Temps                  |
| ---------------------- | ---------------------- | ---------------------- | ---------------------- |
| 1re                    | Movistar               | Espagne                | en 262 h 14 min 58 s   |
| 2e                     | Jumbo-Visma            | Pays-Bas               | + 18 min 31 s          |
| 3e                     | Bahrain-McLaren        | Bahreïn                | + 57 min 10 s          |
| 4e                     | EF Pro Cycling         | États-Unis             | + 1 h 16 min 43 s      |
| 5e                     | Ineos Grenadiers       | Royaume-Uni            | + 1 h 32 min 1 s       |
| 6e                     | Trek-Segafredo         | États-Unis             | + 1 h 39 min 39 s      |
| 7e                     | Astana                 | Kazakhstan             | + 1 h 47 min 15 s      |
| 8e                     | AG2R La Mondiale       | France                 | + 2 h 58 min 47 s      |
| 9e                     | UAE Emirates           | Émirats arabes unis    | + 3 h 6 min 46 s       |
| 10e                    | Mitchelton-Scott       | Australie              | + 3 h 25 min 10 s      |
| modifier               |                        |                        |                        |

#### Classement du super combatif
- Marc Hirschi  (Sunweb)[38]

### Évolution des classements
| Étape              | Vainqueur            | Classement général | Classement par points | Classement de la montagne | Classement du meilleur jeune | Classement par équipes | Prix de la combativité |
| ------------------ | -------------------- | ------------------ | --------------------- | ------------------------- | ---------------------------- | ---------------------- | ---------------------- |
| 1                  | Alexander Kristoff   | Alexander Kristoff | Alexander Kristoff    | Fabien Grellier           | Mads Pedersen                | Trek-Segafredo         | Michael Schär          |
| 2                  | Julian Alaphilippe   | Julian Alaphilippe | Alexander Kristoff    | Benoît Cosnefroy          | Marc Hirschi                 | Trek-Segafredo         | Benoît Cosnefroy       |
| 3                  | Caleb Ewan           | Julian Alaphilippe | Peter Sagan           | Benoît Cosnefroy          | Marc Hirschi                 | Trek-Segafredo         | Jérôme Cousin          |
| 4                  | Primož Roglič        | Julian Alaphilippe | Peter Sagan           | Benoît Cosnefroy          | Tadej Pogačar                | EF Pro Cycling         | Krists Neilands        |
| 5                  | Wout van Aert        | Adam Yates         | Sam Bennett           | Benoît Cosnefroy          | Tadej Pogačar                | EF Pro Cycling         | Wout Poels             |
| 6                  | Alexey Lutsenko      | Adam Yates         | Sam Bennett           | Benoît Cosnefroy          | Tadej Pogačar                | EF Pro Cycling         | Nicolas Roche          |
| 7                  | Wout van Aert        | Adam Yates         | Peter Sagan           | Benoît Cosnefroy          | Egan Bernal                  | EF Pro Cycling         | Daniel Oss             |
| 8                  | Nans Peters          | Adam Yates         | Peter Sagan           | Benoît Cosnefroy          | Egan Bernal                  | EF Pro Cycling         | Nans Peters            |
| 9                  | Tadej Pogačar        | Primož Roglič      | Peter Sagan           | Benoît Cosnefroy          | Egan Bernal                  | Movistar               | Marc Hirschi           |
| 10                 | Sam Bennett          | Primož Roglič      | Sam Bennett           | Benoît Cosnefroy          | Egan Bernal                  | Movistar               | Stefan Küng            |
| 11                 | Caleb Ewan           | Primož Roglič      | Sam Bennett           | Benoît Cosnefroy          | Egan Bernal                  | Movistar               | Matthieu Ladagnous     |
| 12                 | Marc Hirschi         | Primož Roglič      | Sam Bennett           | Benoît Cosnefroy          | Egan Bernal                  | Movistar               | Marc Hirschi           |
| 13                 | Daniel Martínez      | Primož Roglič      | Sam Bennett           | Benoît Cosnefroy          | Tadej Pogačar                | EF Pro Cycling         | Maximilian Schachmann  |
| 14                 | Søren Kragh Andersen | Primož Roglič      | Sam Bennett           | Benoît Cosnefroy          | Tadej Pogačar                | EF Pro Cycling         | Stefan Küng            |
| 15                 | Tadej Pogačar        | Primož Roglič      | Sam Bennett           | Benoît Cosnefroy          | Tadej Pogačar                | Movistar               | Pierre Rolland         |
| 16                 | Lennard Kämna        | Primož Roglič      | Sam Bennett           | Benoît Cosnefroy          | Tadej Pogačar                | Movistar               | Richard Carapaz        |
| 17                 | Miguel Ángel López   | Primož Roglič      | Sam Bennett           | Tadej Pogačar             | Tadej Pogačar                | Movistar               | Julian Alaphilippe     |
| 18                 | Michał Kwiatkowski   | Primož Roglič      | Sam Bennett           | Richard Carapaz           | Tadej Pogačar                | Movistar               | Marc Hirschi           |
| 19                 | Søren Kragh Andersen | Primož Roglič      | Sam Bennett           | Richard Carapaz           | Tadej Pogačar                | Movistar               | Rémi Cavagna           |
| 20                 | Tadej Pogačar        | Tadej Pogačar      | Sam Bennett           | Tadej Pogačar             | Tadej Pogačar                | Movistar               | Non décerné            |
| 21                 | Sam Bennett          | Tadej Pogačar      | Sam Bennett           | Tadej Pogačar             | Tadej Pogačar                | Movistar               | Non décerné            |
| Classements finals | Classements finals   | Tadej Pogačar      | Sam Bennett           | Tadej Pogačar             | Tadej Pogačar                | Movistar               | Marc Hirschi           |

### Classement mondial
Ce Tour de France attribue des points pour le classement mondial UCI 2020, individuel, par équipes et par nations, avec le barème suivant :
| Position                   | 1er  | 2e  | 3e  | 4e  | 5e  | 6e  | 7e  | 8e  | 9e  | 10e | 11e | 12e | 13e | 14e | 15e | 16e | 17e | 18e | 19e | 20e | 21e à 25e | 26e à 30e | 31e à 40e | 41e à 50e | 51e à 55e | 56e à 60e |
| -------------------------- | ---- | --- | --- | --- | --- | --- | --- | --- | --- | --- | --- | --- | --- | --- | --- | --- | --- | --- | --- | --- | --------- | --------- | --------- | --------- | --------- | --------- |
| Classement général         | 1000 | 800 | 675 | 575 | 475 | 400 | 325 | 275 | 225 | 175 | 150 | 125 | 105 | 85  | 75  | 70  | 65  | 60  | 55  | 50  | 40        | 30        | 25        | 20        | 15        | 10        |
| Classement d'étape         | 120  | 50  | 25  | 15  | 5   |     |     |     |     |     |     |     |     |     |     |     |     |     |     |     |           |           |           |           |           |           |
| Classements finaux annexes | 120  | 50  | 25  |     |     |     |     |     |     |     |     |     |     |     |     |     |     |     |     |     |           |           |           |           |           |           |
| Leader par étape           | 25   |     |     |     |     |     |     |     |     |     |     |     |     |     |     |     |     |     |     |     |           |           |           |           |           |           |

#### Points gagnés à l'issue de la course
| Rang | Coureur            | Équipe                | Général | Etape | Leader | Annexe | Total |
| ---- | ------------------ | --------------------- | ------- | ----- | ------ | ------ | ----- |
| 1er  | Tadej Pogačar      | UAE Emirates          | 1000    | 440   | 25     | 120    | 1585  |
| 2e   | Primož Roglič      | Jumbo-Visma           | 800     | 290   | 275    | 25     | 1390  |
| 3e   | Richie Porte       | Trek-Segafredo        | 675     | 55    | 0      | 0      | 730   |
| 4e   | Mikel Landa        | Bahrain-McLaren       | 575     | 5     | 0      | 0      | 580   |
| 5e   | Miguel Ángel López | Astana                | 400     | 135   | 0      | 0      | 535   |
| 6e   | Sam Bennett        | Deceuninck-Quick Step | 0       | 380   | 0      | 120    | 500   |
| 7e   | Enric Mas          | Movistar              | 475     | 5     | 0      | 0      | 480   |
| 8e   | Wout van Aert      | Jumbo-Visma           | 50      | 355   | 0      | 0      | 405   |
| 9e   | Tom Dumoulin       | Jumbo-Visma           | 325     | 50    | 0      | 0      | 375   |
| 10e  | Adam Yates         | Mitchelton-Scott      | 225     | 25    | 100    | 0      | 350   |

#### Classements mondiaux à l'issue de la course
| Rang | Coureur               | Équipe         | Points  |
| ---- | --------------------- | -------------- | ------- |
| 1er  | Primož Roglič         | Jumbo-Visma    | 4195    |
| 2e   | Tadej Pogačar         | UAE Emirates   | 3647,33 |
| 3e   | Jakob Fuglsang        | Astana         | 2761,5  |
| 4e   | Maximilian Schachmann | Bora-Hansgrohe | 1995    |
| 5e   | Mathieu van der Poel  | Alpecin-Fenix  | 1990    |
| 6e   | Diego Ulissi          | UAE Emirates   | 1767    |
| 7e   | Vincenzo Nibali       | Trek Segafredo | 1687    |
| 8e   | Pascal Ackermann      | Bora-Hansgrohe | 1680    |
| 9e   | Miguel Ángel López    | Astana         | 1675,5  |
| 10e  | Richard Carapaz       | Ineos          | 1651,5  |

| Rang | Équipe                | Points  |
| ---- | --------------------- | ------- |
| 1er  | UAE Emirates          | 6742    |
| 2e   | Deceuninck-Quick Step | 5739,16 |
| 3e   | Jumbo-Visma           | 5715    |
| 4e   | Astana                | 5456    |
| 5e   | Trek-Segafredo        | 5290    |
| 6e   | Bora-Hansgrohe        | 5089,5  |
| 7e   | Mitchelton-Scott      | 4876    |
| 8e   | Sunweb                | 3792,42 |
| 9e   | Ineos                 | 3631,83 |
| 10e  | EF Pro Cycling        | 3463,99 |

### Gains par équipes
Les gains cumulés par équipes lors du Tour de France 2020 sont répertoriés dans le tableau ci-dessous.
| Rang | Équipe                 | Pays                | Gains     | Meilleur classement général | Victoire(s) d'étape | Maillot jaune (jours) | Classements annexes                                     |
| ---- | ---------------------- | ------------------- | --------- | --------------------------- | ------------------- | --------------------- | ------------------------------------------------------- |
| 1er  | UAE Emirates           | Émirats arabes unis | 623 930 € | 1er                         | 4                   | 3                     | Classement de la montagne, Classement du meilleur jeune |
| 2e   | Jumbo-Visma            | Pays-Bas            | 359 460 € | 2e                          | 3                   | 11                    | -                                                       |
| 3e   | Trek-Segafredo         | États-Unis          | 165 150 € | 3e                          | 0                   | 0                     | -                                                       |
| 4e   | Movistar               | Espagne             | 138 790 € | 5e                          | 0                   | 0                     | Classement par équipe                                   |
| 5e   | Sunweb                 | Allemagne           | 119 660 € | 54e                         | 3                   | 0                     | Super-combatif                                          |
| 6e   | Barhain-McLaren        | Bahreïn             | 116 000 € | 4e                          | 0                   | 0                     | -                                                       |
| 7e   | Deceuninck-Quick Step  | Belgique            | 111 880 € | 36e                         | 3                   | 3                     | Classement par points                                   |
| 8e   | Astana                 | Kazakhstan          | 75 680 €  | 6e                          | 2                   | 0                     | -                                                       |
| 9e   | Ineos Grenadiers       | Royaume-Uni         | 74 900 €  | 13e                         | 1                   | 0                     | -                                                       |
| 10e  | Bora-Hansgrohe         | Allemagne           | 72 020 €  | 38e                         | 1                   | 0                     | -                                                       |
| 11e  | EF Pro Cycling         | États-Unis          | 60 890 €  | 8e                          | 1                   | 0                     | -                                                       |
| 12e  | CCC Team               | Pologne             | 48 810 €  | 48e                         | 0                   | 0                     | -                                                       |
| 13e  | AG2R La Mondiale       | France              | 46 250 €  | 26e                         | 1                   | 0                     | -                                                       |
| 14e  | Mitchelton-Scott       | Australie           | 41 780 €  | 9e                          | 0                   | 4                     | -                                                       |
| 15e  | B&B-Vital Concept      | France              | 39 330 €  | 18e                         | 0                   | 0                     | -                                                       |
| 16e  | Lotto-Soudal           | Belgique            | 38 650 €  | 52e                         | 2                   | 0                     | -                                                       |
| 17e  | Cofidis                | France              | 34 840 €  | 11e                         | 0                   | 0                     | -                                                       |
| 18e  | Groupama-FDJ           | France              | 33 480 €  | 24e                         | 0                   | 0                     | -                                                       |
| 19e  | Israel Start-Up Nation | Israël              | 22 120 €  | 41e                         | 0                   | 0                     | -                                                       |
| 20e  | NTT Pro Cycling        | Afrique du Sud      | 20 760 €  | 73e                         | 0                   | 0                     | -                                                       |
| 21e  | Total Direct Énergie   | France              | 18 820 €  | 31e                         | 0                   | 0                     | -                                                       |
| 22e  | Arkéa-Samsic           | France              | 15 800 €  | 14e                         | 0                   | 0                     | -                                                       |

## Suspicions de dopage
Comme souvent, des observateurs émettent des doutes quant aux performances des coureurs sur le Tour de France. En premier lieu, le rythme du groupe des favoris dans les étapes de montagne est jugé très élevé par certains coureurs, ce qui pourrait expliquer la passivité de certains grimpeurs. Miguel Ángel López estime ainsi que le rythme est trop soutenu pour qu'il attaque. Il déclare vouloir « être comme avant, continuer à attaquer et faire le spectacle, mais ici, le niveau est très élevé ». Cependant, Thomas De Gendt indique à l'inverse n'être « pas sûr que les favoris aillent plus vite que l'année dernière ». Par ailleurs, les cols de Peyresourde, de Marie-Blanque et du Grand Colombier, entre autres, ont été escaladés à des vitesses records. Cependant, les différents temps de montée sont difficilement comparables. De nombreux facteurs sont à prendre en compte, notamment la météo ou la place du col au sein de l'étape. De plus, le précédent record d'ascension du col du Grand-Colombier avait été obtenu sur le Tour de l'Ain, une course moins prestigieuse,,.
L'impact des mesures de confinement liées à la pandémie de Covid-19 a été évoqué pour expliquer ces performances. Tout d'abord, l'absence de contrôle antidopage durant le confinement a contribué à alimenter la suspicion. Toutefois, la pandémie a eu d'autres conséquences, qui sont plus rassurantes du point de vue de la lutte antidopage. Les coureurs ont eu davantage de temps pour se préparer à la Grande Boucle, la course a attiré encore plus de cadors que d'habitude et les coureurs sont arrivés avec relativement peu de jours de course et donc une plus grande fraîcheur,.
Des journalistes s'interrogent sur le doublé des deux premiers du classement général de nationalité slovène, pays n'ayant pas de tradition cycliste et qui n'ont pas été inquiétés par les organismes de lutte antidopage alors que « 8 des 19 coureurs slovènes passés professionnels au plus haut niveau entre 2009 et 2019 ont été suspendus pour dopage ». Interrogé, Primož Roglič, alors maillot jaune, a répondu : « Je n’ai rien à cacher. Vous pouvez me faire confiance. ». De plus, l'affaire Aderlass a montré que le cyclisme slovène était particulièrement touché par le dopage. Néanmoins, ni Primož Roglič, ni Tadej Pogačar, n'ont personnellement été cités dans cette affaire, ni dans aucun autre scandale de dopage,. Concernant Tadej Pogačar, deux éléments viennent alimenter la suspicion. D'une part, la performance du maillot blanc sur le contre-la-montre final a été jugée hors-norme par certains observateurs. En particulier, plusieurs coureurs expriment une certaine incrédulité devant ce résultat : Tom Dumoulin « ne [sait] pas comment Pogačar peut grimper une minute plus vite que [lui] ». Guillaume Martin s'est, lui, exprimé sur RMC : « Pogačar, je l’ai battu sur le Dauphiné, et au début du Tour je faisais jeu égal avec lui. Donc son niveau, pour moi, est de l’ordre de l’atteignable, j'ai envie de croire que c'est possible. Après, son chrono était une performance exceptionnelle, impressionnante, tout le monde était sous le choc ». D'autre part, l'équipe de Pogačar est managée notamment par Joxean Fernández Matxín et Mauro Gianetti, célèbres pour avoir dirigé une équipe ayant connu des scandales de dopage, à savoir la formation Saunier-Duval puis Geox-TMC,.
Le train imprimé lors des étapes de montagne par l'équipe Jumbo-Visma a aussi entraîné des doutes importants. Les performances de Wout van Aert, capable autant de gagner au sprint que de contrôler les étapes de montagne (en terminant même 3e de la 18e étape), ont été particulièrement pointées du doigt. Romain Feillu juge que ces performances sont problématiques : « Il est au top sur tout et tu sais bien quand tu fais du vélo qu'il est impossible de travailler toutes les spécialités et d'être au top physiquement partout ». van Aert répond que ces accusations sont « un manque de respect à notre égard parce qu'on fait tout pour cette course, la plus grande de l'année. (...) On pèse tout ce que je mange, chaque jour, et c'est la clé de notre succès, pas le dopage ».
Une enquête préliminaire a été ouverte à la sortie du Tour de France contre des coureurs et des membres du staff médical de la formation Arkéa-Samsic. L'enquête a été ouverte par le pôle Santé Publique du parquet de Marseille pour « administration et prescription à un sportif sans justification médicale de substance ou méthode interdite dans le cadre d'une manifestation sportive, aide à l'utilisation et incitation à l'usage de substance ou méthode interdite aux sportifs, transport et détention de substance ou méthode interdite aux fins d'usage par un sportif sans justification médicale ». Le manager de l'équipe Emmanuel Hubert défend ses coureurs, mais ajoute que « s’il s’avérait qu’à l’issue de l’enquête en cours des éléments venaient confirmer la véracité de pratiques de dopages, l’équipe se désolidariserait immédiatement de tels actes et prendrait sans attendre les mesures qui s’imposent pour mettre fin aux liens pouvant les unir avec des méthodes inacceptables et toujours combattues ».

## Aspects extra-sportifs

France.tv Sport (2018)

Eurosport (2015)

### Médiatisation de l'épreuve
- France TV Sport - France
- Eurosport - Europe
- ARD - Allemagne
- DKTV2 - Danemark
- RTL - Luxembourg
- RTP - Portugal
- SRG SSR - Suisse
- CaracolTV - Colombie
- Supersport - Afrique subsaharienne
- CCTV - Chine
- Sky Sport - Nouvelle-Zélande
- RTBF - Belgique
- RTVE - Espagne
- TV2 - Norvège
- RTVS - Slovaquie
- ESPN International - Amérique latine et Caraïbes
- Global Cycling Network - États-Unis et Canada
- BeIn Sports - Moyen-Orient et Afrique du Nord
- Zhibo TV - Chine
- SBS - Australie
- VRT - Belgique
- RAI Sport - Italie
- NOS - Pays-Bas
- RTV SLO - Slovénie
- FloBikes - Canada
- NBC Sports - États-Unis
- Eurosport - Asie du Sud Est
- J Sports - Japon
- TV5 Monde - États-Unis - Afrique - Moyen-Orient - Amérique du Sud

En raison de la crise sanitaire, des mesures sont mises en place pour les médias : les commentaires du Tour de France sont réalisés en studios et plus sur place. Seuls quelques journalistes sont dépêchés sur place pour suivre la course à moto et pour réaliser des interviews des coureurs aux départs et arrivées. Les interviews des directeurs sportifs en course ne sont plus autorisées, tout comme l'accès des journalistes aux bus des équipes.
L'édition 2020 a enregistré des audiences importantes et en hausse sur les deux retransmetteurs français : France Télévisions et Eurosport.

### Produits
Pour la seconde année consécutive, la célèbre marque Panini lance un nouvel album de vignettes, cette collection comporte 384 vignettes et 44 cartes qui représentent les coureurs, les maillots des équipes, les vélos, les villes-étapes ou encore les cols les plus célèbres. Un hommage est rendu à Raymond Poulidor dans cet album.

### Solidarité
Du samedi 27 juin au dimanche 20 septembre, l'opération Tour de France Solidaire est lancée afin de soutenir plusieurs opérations destinées à promouvoir le rôle du vélo en particulier comme réponse aux conséquences de la crise sanitaire. Pour donner du bonheur à des enfants et modifier concrètement le quotidien de personnes défavorisées, plus de 1 500 vélos sont offerts par le Tour de France à plusieurs associations partenaires, en France et à l’international. Une large collecte de vélos est également organisée pendant tout l’été, avec pour objectif d redonner vie à 5 000 bicyclettes. Un appel aux dons est organisée sur le site internet du Tour.

### Virtuel
Début juillet, le premier Tour de France virtuel de l'Histoire a lieu sur la plateforme Zwift. Cette course professionnelle rassemblera les plus grands cyclistes du circuit. Avec chez les hommes, Egan Bernal, Geraint Thomas, Christopher Froome, Julian Alaphilippe, Richie Porte, Greg Van Avermaet, Mathieu van der Poel, Warren Barguil ou encore Romain Bardet, et chez les femmes, Anna van der Breggen, Marianne Vos, Audrey Cordon-Ragot. Le parcours comprend 6 étapes sur la plateforme Zwift. Les deux premières étapes, montagneuses, ont lieu dans un décor rappelant Nice, ville départ, les 4 et 5 juillet. L'étape 3 est plate, inspirée du nord-Est de la France, tandis que la quatrième est vallonnée dans un décor du Sud-Ouest de la France. Le sommet de ce Tour virtuel a lieu lors de la cinquième étape avec une arrivée au Chalet-Reynard, avant une dernière journée de course qui mène sur les Champs-Élysées.

### Partenaires

Maillot vert du classement par points.

- Les partenaires majeurs du Tour 2020 sont LCL, Skoda, E.Leclerc, Krys et Continental, respectivement du maillot jaune, vert, à pois, blanc et des vainqueurs d'étape.
- Les deux diffuseurs officiels sont France TV Sport et le réseau Eurovision.
- Parmi les partenaires officiels, on retrouve Vittel, Orange, Le Coq sportif, Enedis, Century 21, le chronométreur officiel Tissot, NTT, AG2R La Mondiale, le partenaire du prix de la combativité Antargaz et celui du classement par équipes Namedsport.
- Les fournisseurs officiels sont Cochonou, Le Gaulois, Bostik, Senseo, Logis de France, Banane de Guadeloupe & Martinique, Mavic, Sodexo, Adecco, FDJ, Domitys, Yamaha, Amora et Puget.
- Haribo et X-TRA sont les supporters officiels de cette édition.
- La marque niçoise Socca Chips est supporter du Grand Départ Nice 2020.
- Doublet, XPO Logistics, Gruau, DNP, Norauto représentent les partenaires techniques.
- Les partenaires média officiels sont Le Parisien, France Info et France Bleu.
- Il y a quatre partenaires institutionnels : Les Départements de France, l'Association des maires de France, le Ministère de l'Intérieur et Ecosystem.

### Caravane publicitaire
Plusieurs marques s'étant désistées en raison de la pandémie de coronavirus, les organisateurs annoncent en août 2020 que la caravane publicitaire sera réduite de 35 à 40 %, avec une centaine de véhicules. Des mesures sanitaires sont également prévues.

## Infographies
- « Tour de France - Roglic, Pinot, Bernal, Dumoulin, Bardet et les autres : les favoris au crible », sur Eurosport, 29 août 2020.
- (es) « Mapas y perfiles completos del Tour de Francia 2020 », sur biciciclismo.com, 29 août 2020.
- « Tout ce qu’il faut retenir du Tour de France 2020 », sur Le Monde, 20 septembre 2020.
- « Les tops et les flops de notre envoyé spécial sur le Tour de France », sur Le Figaro, 21 septembre 2020.